# Johan Museeuw
Johan Museeuw (Varsenare, 13 oktober 1965) is een Belgisch voormalig wielrenner en veldrijder. Hij was beroepsrenner van 1988 tot 2004. Museeuw behaalde 115 zeges, waarvan twee als veldrijder. Hij was gespecialiseerd in het rijden van klassiekers en was op dat vlak een van de besten in de jaren 90. In 1996 werd hij wereldkampioen op de weg op zijn verjaardag, in het Zwitserse Lugano. Zijn bijnaam luidt de Leeuw van Vlaanderen. Zijn dopinggebruik, dat na zijn carrière aan het licht kwam, plaatste zijn overwinningen echter in een negatiever perspectief.
Museeuw won de twee wielermonumenten Ronde van Vlaanderen; 1993, 1995, 1998; en Parijs-Roubaix; 1996, 2000, 2002, elk driemaal. Daarnaast werd hij drie keer tweede en twee keer derde in Vlaanderens Mooiste, zoals de Ronde van Vlaanderen ook wel genoemd wordt. Samen met Achiel Buysse, Fiorenzo Magni, Eric Leman, Tom Boonen, Fabian Cancellara en Mathieu van der Poel is hij gedeeld recordhouder in de Ronde van Vlaanderen. In Parijs-Roubaix presteerden alleen Tom Boonen en Roger De Vlaeminck beter: zij wonnen de Koningin der Klassiekers viermaal. In eendagskoersen als Kuurne-Brussel-Kuurne; 1994, 1997; de Omloop Het Volk–Gent-Lokeren; 2000, 2003; E3-Prijs Vlaanderen; 1992, 1998; Dwars door Vlaanderen; 1993, 1999 ; en Brabantse Pijl; 1996, 1998, 2000; was hij geregeld de beste. De enige Vlaamse klassieker die Museeuw niet kon winnen was Gent-Wevelgem. Museeuws eigen vormpeil, veranderende koerssituaties of een andere renner die hem ten val bracht — zoals Steve Bauer in 1995 — hebben daartoe bijgedragen. In 1992 en 1996 werd Museeuw Belgisch kampioen op de weg. Verder schreef Museeuw meerdere buitenlandse eendagswedstrijden op zijn naam. Hij won tweemaal het Kampioenschap van Zürich; 1991, 1995; de Amstel Gold Race; 1994; Parijs-Tours; 1993; en de HEW Cyclassics; 2002. Museeuw won elf Wereldbekerwedstrijden; een eeuwig record. Tweemaal haalde hij het eindklassement van de voormalige Wereldbeker wielrennen binnen, dit deed hij in 1995 en 1996. In 1996 won hij de Vélo d'Or Mondial. Vijf keer won hij de Kristallen Fiets: anno 2025 het absolute record.
Begin jaren tachtig begon Museeuw zijn wielerloopbaan als veldrijder, waarvoor hij vanwege zijn erelijst op de weg minder bekend staat. Museeuw liet een mogelijke carrière als veldrijder links liggen. Nochtans werd Museeuw in 1991 derde op het Belgisch kampioenschap in Gavere-Asper. Museeuws achtergrond als veldrijder kwam van pas in eendagswedstrijden op Vlaamse bodem alsmede in Parijs-Roubaix. Museeuw viel op met zijn stuurmanskunst die hij zich had aangeleerd als veldrijder, zijn geavanceerde koersinzicht (zoals positionering), zijn drang om aanvallend te koersen en zijn introverte, eigenzinnige, haast ondoorgrondelijke persoonlijkheid. Hij gaf doorgaans korte en ongesuikerde interviews, af en toe met een ludieke of een cynische noot, zowel voor als na een koers. De Volkskrant vergeleek zijn persoonlijkheid in 1997 stigmatiserend met die van een gemiddelde kantoorbediende en die van een ambtenaar aan de stad of gemeente.
Johan Museeuw reed van 1995 tot 2000 in totaal zes seizoenen voor de roemruchte Belgisch-Italiaanse Mapei-ploeg, ook wel de blauwe armada. Onder de vleugels van de West-Vlaamse sportbestuurder Patrick Lefevere beleefde hij allicht de mooiste periode van zijn zestien jaar lange wielerloopbaan. Het is een periode die ook een donkere rand heeft, in het bijzonder vanwege de zware valpartij en knieblessure die Museeuw opliep bij zijn deelname aan Parijs-Roubaix in 1998, waarna artsen een tijd lang voor zijn carrière vreesden, die Museeuw finaal vermocht voort te zetten. Met ploegmaats als Andrea Tafi, Franco Ballerini, Stefano Zanini, Wilfried Peeters, Ludwig Willems, Carlo Bomans en Bart Leysen domineerde Museeuw in die periode de noordelijke voorjaarsklassiekers.
Museeuw won zesmaal een kasseiklassieker als renner van achtereenvolgens Mapei-GB, Mapei-Bricobi en Mapei-Quick Step. Tussen 2001 en 2004 won Museeuw er nog één bij Domo-Farm Frites en één bij Quick Step-Davitamon, ook hier onder het sportieve bewind van Lefevere. In totaal won hij tienmaal een kasseienklassieker gedurende zijn carrière.
In augustus 2000 liep Museeuw een frontaal syndroom op bij een motorongeluk en verkeerde even in kritieke toestand, maar herstelde van zijn blessures. Op 2 mei 2004 stopte Museeuw op 38-jarige leeftijd zijn professionele loopbaan. Hij reed en won een afscheidscriterium in zijn woonplaats Gistel. De Scheldeprijs in Schoten was zijn laatste officiële wedstrijd: op 14 april 2004.
Vijf maanden na het einde van zijn loopbaan, in oktober 2004, werd hij beschuldigd van en vervolgens aangeklaagd voor het gebruik van doping. Diezelfde maand werd zijn dopinggebruik bewezen, later ook aan de hand van zijn sms-verkeer. Zijn overwinningen bleken zodoende een donkere achtergrond te hebben. Eind januari 2007 bekende Museeuw dat hij aan het einde van zijn loopbaan als beroepsrenner doping heeft gebruikt, in zijn periode bij Domo en Quick-Step. Museeuws reputatie kreeg vooral buiten Vlaanderen een knauw, in Vlaanderen bleef hij populair. Museeuw nam initiatief om zijn naam te zuiveren en werd "een voorvechter van een zuivere wielersport".
Museeuw wordt nog steeds beschouwd als een van de beste eendagsrenners van zijn generatie. De Belgische krant Het Nieuwsblad schatte hem in 2013, toen de Ronde honderd jaar oud werd, hoger in dan Briek Schotte als beste wielrenner die ooit de Ronde van Vlaanderen reed en won. In 2015 werd hij door de toen nog levende oud-winnaars van de Ronde verkozen als beste renner in de geschiedenis van Vlaanderens Mooiste. Als ondernemer bracht Museeuw een naar hem genoemd merk racefietsen op de markt. Daarnaast organiseert Museeuw fietstochten in de regio rond Oudenaarde in de Vlaamse Ardennen.

## Biografie

### ADR en Lotto

#### 1988–1989: Helper van Eddy Planckaert en Greg LeMond
Museeuw werd in 1988 professioneel wielrenner bij ADR. Vader Eddy was ook wielrenner bij de amateurs, maar werd garagehouder. Museeuws eerste ploegleider was José De Cauwer. De West-Vlaming was in zijn eerste seizoen vooral helper van Eddy Planckaert, die dat jaar de Ronde van Vlaanderen en de groene trui in de Ronde van Frankrijk won. Hij gaf drie dagen voor het einde op, maar hij won dat jaar wel de GP Briek Schotte en behaalde de tweede plaats in de GP d'Isbergues en de GP Impanis. Hij eindigde zevende in Parijs-Brussel, achtste in de Ronde van Luxemburg en twaalfde in de Ronde van België.
In 1989 reed Museeuw opnieuw bij ADR in de ploeg van Greg LeMond. In 1989 won hij vier wedstrijden, met als belangrijkste zege een rit in de Ronde van België. Andere ereplaatsen waren: tweede in GP Briek Schotte, derde in Parijs-Tours, derde in Dwars door België, derde in de Ronde van België, derde in de GP Eddy Merckx, zesde in de GP Fourmies, achtste op het BK en zestiende in Parijs-Brussel. Datzelfde jaar reed Museeuw voor het eerst de Ronde van Frankrijk uit als helper van Greg LeMond. Die laatste won de Ronde van Frankrijk met acht seconden voorsprong op Laurent Fignon.

#### 1990–1992: Sprinter, etappezeges Ronde van Frankrijk
Na de Tour bleek het geld bij ADR echter op en viel deze ploeg uiteen. Museeuw zelf ging in 1990 rijden voor de Lotto-ploeg van Jean-Luc Vandenbroucke en werd uitgespeeld in de massasprints. In 1990 won hij elf wedstrijden, waaronder de vierde en de laatste etappe in de Ronde van Frankrijk; hij was de beste op de Mont Saint-Michel en op de Avenue des Champs-Élysées. Museeuw eindigde dat jaar tweede in de strijd om de groene trui, achter de Olympische kampioen op de weg Olaf Ludwig.
Ook in 1991 won hij elf wedstrijden, met als absolute uitschieter het Kampioenschap van Zürich van de Wereldbeker. Hij werd tweede in de Ronde van Vlaanderen op vijfenveertig seconden van Edwig Van Hooydonck, derde in Parijs-Brussel en vierde op het Belgisch kampioenschap. In zijn jeugd ging Museeuw door als een begenadigd veldrijder. Als jonge knaap was hij een groot supporter van voormalig wereldkampioen Roland Liboton; uiteindelijk werden ze ploegmaats bij ADR. Begin jaren tachtig won Museeuw de Azencross in Loenhout toen deze nog een losse veldrit was die niet meetelde voor een nevenklassement. Museeuw nam in 1991 deel aan het BK veldrijden in Asper-Gavere en behaalde daar de bronzen medaille. Danny De Bie won, voor Paul De Brauwer.
1992 werd Museeuws laatste jaar bij Lotto. De Gistelenaar uit Varsenare won de E3-Prijs Harelbeke en het BK in Peer voor Roeselarenaar Johan Devos. Voorts werd hij zevende in Parijs-Roubaix en werd tweede in de Scheldeprijs achter Wilfried Nelissen. Museeuw stond op het podium van Milaan-San Remo. Hij won de groepsspurt, achter winnaar Sean Kelly en Moreno Argentin. Tot slot greep hij naast de winst in de Amstel Gold Race. Museeuw bleef Dmitri Konysjev wel voor, maar werd tweede achter Olaf Ludwig. Die laatste haalde het in een pelotonsspurt met zo'n vijftig renners.

### Patrick Lefevere

#### 1993–2002: GB–MG, Mapei en Domo, recordzeges inVlaanderens Mooiste

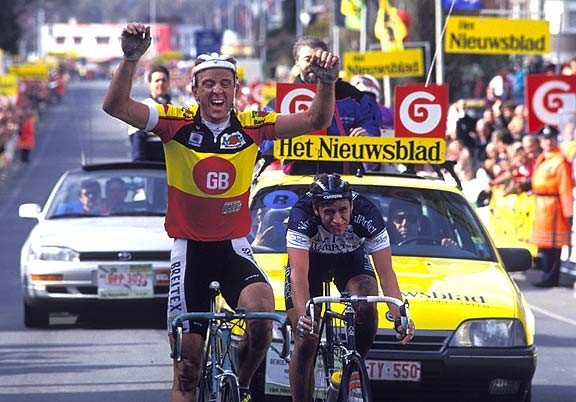
Museeuw wint op 4 april 1993 voor het eerst de Ronde van Vlaanderen; Frans Maassen moet het hoofd buigen.

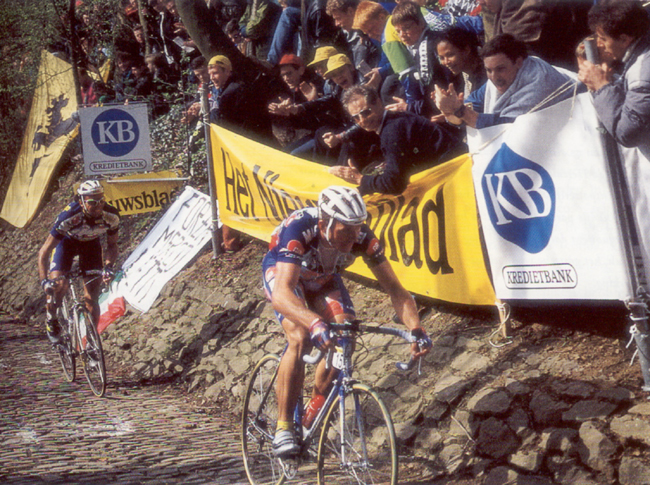
Museeuw laat Fabio Baldato achter op de Muur van Geraardsbergen en wint solo de Ronde van Vlaanderen in 1995.

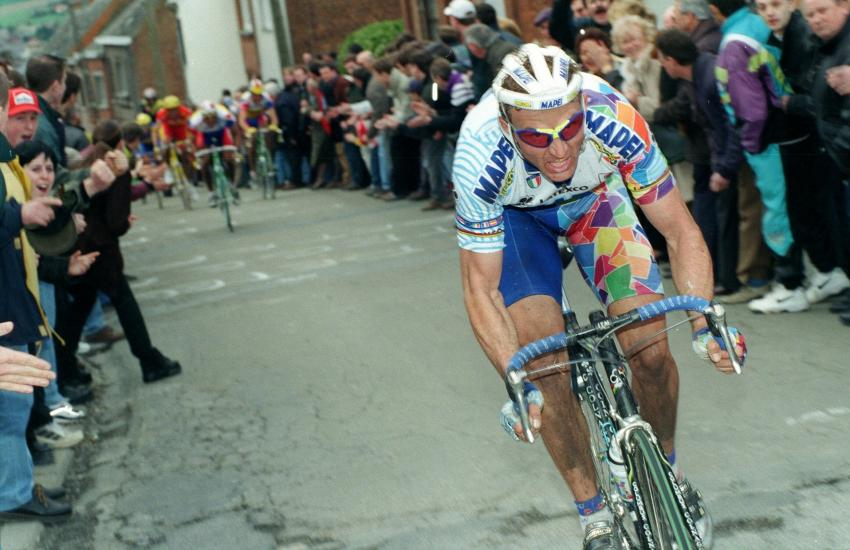
Museeuw op 5 april 1998; de Leeuw versnelt op de Tenbossestraat in Brakel en is op weg naar zijn derde en laatste overwinning in de Ronde van Vlaanderen ; in de achtergrond moet men de ontketende Museeuw laten gaan. Men ziet Peter Van Petegem, die vergeefs probeerde te volgen, en rechts Van Petegems ploegmaat Hendrik Van Dyck die helemaal parkeert. Een week later zit Museeuws klassiek voorjaar er abrupt op na een zware val in Parijs-Roubaix.

Vanaf 1993 kwam Johan Museeuw onder de vleugels van Patrick Lefevere, de Oostrozebekenaar die in Italië manager was van de succesploeg GB-MG Maglificio: het begin van een jarenlange samenwerking en de eerste steen aan het succes van Mapei. Met Museeuw en knechten als Wilfried Peeters en Carlo Bomans, en renners als topsprinter Mario Cipollini, voormalig Ronde van Italië-winnaar Franco Chioccioli, Pascal Richard, Rolf Sørensen, Alberto Elli, Fabio Baldato, Max Sciandri en de jonge Davide Rebellin maakte de formatie GB–MG zich uiteindelijk van de heerschappij meester in de (voorjaars)klassiekers.
Voortaan ging Museeuw zich namelijk toeleggen op het klassieke werk in plaats van pelotonsspurten. Overigens wilde Museeuw zich nooit een 'echte' spurter noemen en was hij zelf verrast geweest over zijn spurtsnelheid. Bij GB–MG viel de druk van het kopmanschap niet meer volledig op hem en dat leverde succes op. In april 1993 won hij als Belgisch kampioen de Ronde van Vlaanderen, voor Frans Maassen.
In het najaar won hij Parijs-Tours, voor Maurizio Fondriest. Museeuw droeg ook twee dagen de gele trui in de Ronde van Frankrijk. Hij verliest deze aan Lac de Madine aan vijfvoudig Tourwinnaar Miguel Indurain (toen tweevoudig winnaar) na een individuele tijdrit. Zijn ploegmaat Mario Cipollini had in die Tour ook de leiderstrui mogen dragen. GB–MG raapte veel prijzen op in deze Tour. Museeuws ploeg won de eerste etappe met Cipollini, de ploegentijdrit naar Avranches en de bergetappe naar Pla d'Adet met de Pool Zenon Jaskuła. De laatste eindigde bovendien op het podium in Parijs, als derde van de eindklassering.
In 1994 won de West-Vlaming de Amstel Gold Race: een spurt tegen de Italiaan Bruno Cenghialta. Sinds zijn Rondezege in 1993 was de Leeuw van Vlaanderen, zoals Museeuw voortaan werd genoemd, topfavoriet voor de "Monumenten" Ronde en Parijs-Roubaix, die hij elk uiteindelijk driemaal zou winnen. Na 1993 won hij de Ronde van Vlaanderen nogmaals in 1995 en 1998. Parijs-Roubaix won hij in 1996, 2000 en 2002.
In 1993 werd de Italiaanse Mapei-ploeg opgericht, met aan het roer Alvaro Crespi. Aanvankelijk reden louter Italianen in dienst van deze ploeg. In 1995 stapten de GB–Belgen en ook Bart Leysen over naar deze Mapei-ploeg. Twee jaar na zijn eerste Rondezege won Museeuw zijn tweede Ronde: Fabio Baldato werd tweede. Hij reed Baldato uit het wiel op de Muur van Geraardsbergen.
In april 1998 won Johan Museeuw op een oppermachtige manier Vlaanderens Mooiste door te gaan versnellen op de Tenbossestraat, op zo'n 20 à 25 kilometer van Ninove. Museeuw gebruikte TVM-renner Hendrik Van Dyck, die op Tenbosse voorop reed, als mikpunt en liet onder anderen Peter Van Petegem, de kopman van TVM, achter. Hij reed solo naar Meerbeke.

#### 1994–2004: Haat-liefdeverhouding tussen deLeeuwen zijn speeltuin

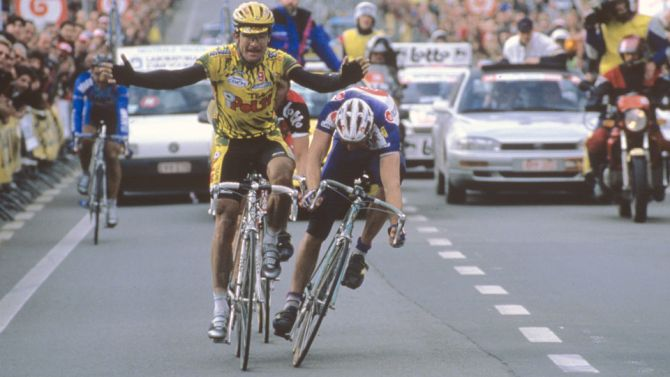
Museeuw (rechts) verliest in 1994 de Ronde van Vlaanderen de spurt met zeven millimeter tegen Gianni Bugno; achter de rug van Bugno Andrei Tchmil, wat in de achtergrond eindigt Franco Ballerini als vierde.

Toch had Museeuw met de Ronde van Vlaanderen en Parijs-Roubaix een haat-liefdeverhouding. Het was zodoende niet altijd rozengeur en maneschijn voor Museeuw in zijn favoriete kasseienkoersen. In 1994 was hij in Vlaanderens Mooiste zegezeker, maar werd toch met een verschil van zeven millimeter geklopt door tweevoudig wereldkampioen op de weg Gianni Bugno. Dit nadat hij in de finale voorop raakte met Bugno, Andrei Tchmil en Franco Ballerini. Laatstgenoemden kwamen er niet meer aan te pas in de spurt.
In 1994 reed Museeuw Parijs-Roubaix op een speciaal voor hem gemaakte appelblauwzeegroene Bianchi-racefiets die tot in de puntjes was uitgewerkt om er de Helleklassieker mee te rijden. De fiets had een bijzonder frame. De "damesfiets", zoals de Bianchi-fiets werd genoemd. Wegens het onheil die hij Museeuw opleverde ook. Het tuig kostte hem de zege. Zodra hij de kasseien verruilde voor asfalt, remde de vering van de voorvork af. Hierdoor maakte hij op het asfalt niet genoeg snelheid. Ook reed hij lek. Andrei Tchmil reed alsmaar verder weg en won de koers. Woest wierp Museeuw de fiets in de gracht, toen het kalf reeds was verdronken. Museeuw reed de race wel uit op een reguliere Colnago-fiets van Mapei en hij eindigde finaal op een dertiende plaats. Na deze editie van Parijs-Roubaix heeft Museeuw de fiets nooit meer gezien. In april 2020 liet Museeuw weten op zoek te zijn naar de vervloekte fiets. Museeuw: "Ik wil hem terug voor mijn (fietsen)collectie." Museeuw heeft bij hem thuis in Oudenaarde een ruimte vol memorabilia van zijn dagen als renner. 
In 1996 hield een haperend versnellingsapparaat Museeuw van de zege in de Ronde van Vlaanderen. Hij werd derde op vijfenvijftig seconden van winnaar Michele Bartoli. In 1997 werd Museeuw als wereldkampioen 'van de weg gemaaid' door Bruno Boscardin van Festina–Lotus in de Ronde van Vlaanderen, in de buurt van de helling de Berendries. De Zwitser vertraagde bruusk en keek om. De Leeuw verwachtte dat manoeuvre niet en smakte hard tegen het asfalt. Een scheldtirade richting Boscardin volgde. Museeuw werd nog dertiende.
In 1998 ging Museeuw hard onderuit in het Bos van Wallers-Arenberg tijdens Parijs-Roubaix en hij brak zijn linkerknieschijf. De kasseistrook, sowieso vermaledijd, lag er uitermate glibberig bij. Door een infectie, die hij opliep omdat hij in de feces van een paard was beland, amputeerde men bijna zijn onderbeen. Hij was iets minder dan een jaar uit roulatie, zijn terugkeer in het peloton werd zowat als een mirakel beschouwd.
In 2003 werd Museeuw ziek voorafgaand aan de grote voorjaarsklassiekers in april. Hij had dan wel voor de tweede keer de Omloop Gent–Lokeren gewonnen, in de Ronde van Vlaanderen en Parijs-Roubaix vermocht hij zijn kansen niet eerlijk te verdedigen wegens een aanslepende verkoudheid. Museeuw werd achtendertigste in de Ronde van Vlaanderen en drieëndertigste in de Hel van het Noorden, wat hij die dag letterlijk kon nemen.
In 2004 leek Museeuw op weg naar een vierde recordzege in Parijs-Roubaix. In de finale kreeg Museeuw echter af te rekenen met een lekke band op de kasseistrook van Hem, waardoor hij uit de eerste groep verdween met de uiteindelijke winnaar Magnus Bäckstedt (Alessio). Hij miste zijn laatste afspraak met de geschiedenis: het record dat hij zou hebben gedeeld met Roger De Vlaeminck, die in zijn periode (jaren zeventig en tachtig) eveneens faalde om een vijfde kassei te winnen (tegen voornamelijk de Italiaan Francesco Moser). Tom Boonen kon De Vlaeminck vooralsnog als enige bijhalen. In 2012 won Boonen voor de vierde keer Parijs-Roubaix.

#### 1995: Val in Ronde van Frankrijk, afdaling Col du Portet d'Aspet
In juli 1995 nemen Museeuw en de Mapei-formatie deel aan de Ronde van Frankrijk. Zijn ploeg trekt naar de Tour met twee speerpunten voor het algemeen klassement: de Spanjaard Fernando Escartín en de Zwitser Tony Rominger. Mapei–GB won evenwel geen etappe deze Tour. De kopmannen finishen in de top tien in Parijs, waarmee de opdracht van 'helper' Museeuw volbracht was. Het Franse avontuur had echter slecht kunnen aflopen voor de West-Vlaming zelf. Museeuw heeft tijdens deze Tour namelijk de dood in de ogen gekeken.
De vijftiende etappe, een bergetappe door de Couserans die werd verreden op 18 juli 1995, voerde de renners van Saint-Girons naar Cauterets. Deze etappe bevatte zes Pyreneeëncols, maar vooral de gevaarlijke afdaling van de Col du Portet d'Aspet die men als eerste beklom. Gevaar dat ingeschapen was en dat de renners dus bekend was. Ook voormalig Tourwinnaar Lucien Van Impe, dat jaar co-commentator voor de Belgische televisie, onderstreepte het gevaar van de afdaling nog even voor de renners aan de klim begonnen. Museeuw voelde zich duidelijk in zijn sas en zat in de ontsnapping van de dag. De voorsprong op de groep met de gele trui, Miguel Indurain van de Banesto-ploeg, zal groot worden. Museeuw, die op het vlakke de kopmannen had moeten bijstaan, reed eens een dagje in de vuurlinie. Lang heeft dit niet geduurd. Tijdens de afdaling van de Col du Portet d'Aspet is zijn medevluchter Fabio Casartelli van de Motorola-ploeg zwaar ten val gekomen.
De Fransman Dante Rezze van de ploeg Aki–Gipiemme schat een bocht naar links verkeerd in, vooral te wijten aan de moeilijkheidsgraad van de afdaling. Bovendien overkomt het Rezze op een stuk weg dat niet van het ravijn wordt gescheiden door een vangrail of muurtje. De renners konden dus meters naar beneden vallen. Er stonden op dat punt van de afdaling ook enkele betonblokken. De Italiaan Casartelli, de regerende olympische kampioen op de weg van Barcelona 1992, en ook andere medevluchters van Museeuw dragen geen helm. Museeuw draagt wél een helm. Rezze dondert het ravijn in, waaruit hij met hulp van toeschouwers zal worden bevrijd. De Franse regie toont dan een regelrechte ravage. Museeuw en de anderen zijn ook gevallen omdat de vallende Casartelli, die achter Rezze reed, niet meer te ontwijken was. Casartelli raakt het betonblok hard met zijn hoofd en ligt bewegingloos in een grote plas bloed. Museeuw miste op een haar na het betonblok die Casartelli heeft geraakt. Gelukkig voor de Leeuw viel hij zonder veel erg, hoewel hij lang blijft zitten vooraleer hij zijn weg vervolgt.
Ik lag zelf enkele minuten bij Fabio. Zijn houding veranderde niet en bij het rechtstaan heb ik hem nog even vastgehouden. Ik heb nog Fabio, Fabio geroepen, maar er kwam geen reactie. Het is een van de beelden uit mijn carrière die me altijd zal bijblijven. Ik heb die rit verdwaasd uitgereden. Bij de finish zag ik [onze] verzorger Dirk Nachtergaele naar me komen en aan de andere kant zag ik Richard Virenque [die dag de ritwinnaar] met de bloemen op het podium. En ik vraag aan Dirk: "Hoe is het met Fabio?" en Dirk antwoordt dat hij dood is. Dat was precies 100 kilogram die op mij viel. Vooral door het contrast. Ik heb me altijd afgevraagd: "Waarom hij? En niet ik?"
Het duurde wel zeer lang vooraleer er opnieuw leven in de gevallen renners kwam. Alleen Casartelli bleef roerloos liggen. Voor Casartelli komt alle hulp te laat; hij overlijdt diezelfde dag aan zijn verwondingen. Museeuw zit letterlijk aan de rand van de afgrond en staart voor zich uit zittend naast de Italiaan die in een foetushouding ligt, enorm onder de indruk van de gebeurtenissen.
Museeuw hield schaafwonden over aan de valpartij, die bij zijn medevluchters veel meer lichamelijk leed aanrichtte. Terwijl Museeuw op de grond zit en Casartelli stervende is, krijgt de gehavende Polti-renner Dirk Baldinger verzorging. De Duitser brak zijn heup. Dante Rezze, die eerst nog uit het ravijn moest worden bevrijd, brak een been. Casartelli werd al in de helikopter op weg naar het ziekenhuis dood verklaard.
De val die de dood van Casartelli betekende, had als resultaat dat renners verplicht een helm moesten dragen tijdens beklimmingen die gevolgd werden door een afdaling. Het zou echter duren tot 2003 vooraleer de helm algemeen verplicht werd, na een dodelijk ongeluk met de Kazach Andrej Kivilev. Na afloop van de etappe nam reporter Michel Wuyts van de toenmalige BRT (tegen wil en dank) een interview af met Museeuw, die in tranen uitbarstte. Hij reed de Tour uit, hij werd drieënzeventigste.

#### 1996: decoupvan Mapei in de Hel van het Noorden
Op 14 april 1996 won Johan Museeuw zijn eerste Parijs-Roubaix. Mapei imponeerde in de Hel van het Noorden. Museeuw stoof samen met Italiaanse Mapei-ploegmaats Gianluca Bortolami en Andrea Tafi met veel machtsvertoon weg uit een groep van ongeveer twintig renners; met Andrei Tchmil. De Moldaviër van de Lotto-ploeg was destijds Museeuws voornaamste concurrent in het voorjaar. Dat op de kasseistrook van Warlaing naar Brillon, een strook gelegen na Trouée d' Arenberg en na de kasseistrook van Hornaing naar Wandignies-Hamage. Ploegmaat en winnaar van de vorige editie, Franco Ballerini, en Vjatsjeslav Jekimov (Rabobank), Marco Serpellini (Panaria–Vinavil), Frédéric Moncassin (Gan) en Stefano Zanini (Gewiss) vallen vooraan af (Zanini zou vanaf het seizoen 1997 voor Mapei rijden). Saillant detail: Gianluca Bortolami eindigde in de Ronde van Vlaanderen, een week eerder, nog als honderdenzevende oftewel voorlaatste.
Tchmil kan niet volgen, Franco Ballerini rijdt lek. Ballerini was als vierde Mapei-renner bij de aanval betrokken toen Museeuw, Bortolami en Tafi versnelden. De Italiaan reed ogenblikkelijk lek en werd teruggeslagen. Oorspronkelijk lieten vier Mapei-renners de groep ter plaatse. Desgevallend had moeten bepaald worden wie naast het eindpodium terechtkwam. Ballerini werd tijdens het vervolg van de race wel degelijk tot de orde geroepen door de teamleiding omdat hij meewerkte aan de achtervolging (hij wilde zelf terug vooraan geraken, maar zou ook anderen met zich meebrengen). Ballerini finishte als vijfde. Het trio van Mapei stoomt door. Dat moment, maar bovenal het vervolg ervan, werd een stukje wielergeschiedenis. Op dat ogenblik in de koers moest men nog iets minder dan 80 kilometer afleggen. Museeuw met snor en blauw Mapei-petje achterstevoren, Tafi met de mouwstukken. Mapei-baas Giorgio Squinzi gaf ploegleider Patrick Lefevere op vijftien kilometer van de aankomst zijn fiat: Museeuw mocht de koers winnen. Museeuw had gezegd dat de grote baas bepaalde wie won, wat volgens Lefevere niet klopt. Lefevere bepaalde zelf dat Bortolami en Tafi tweede en derde zouden worden, respectievelijk. Maar dat was niet alles. Er blijkt weinig samenhang in de Mapei-ploeg wanneer ze de kasseistrook van Orchies opdraaien en Museeuw een eerste maal een lekke band heeft. Lefevere praat in op zijn Italiaanse renners, die Museeuw opwachten.
Mapei zou voor een unicum zorgen in Parijs-Roubaix: tegelijk met drie renners van dezelfde ploeg over de meet rijden gebeurde nooit eerder. Squinzi zette wel degelijk zijn zinnen op deze prestatie: Lefevere en zijn renners moesten het plan maar uitvoeren. Temeer omdat Mapei-baas Squinzi die dag achtentwintig jaar getrouwd was. Tussentijds bouwde het trio een riante voorsprong uit op de achtervolgers. De drie mochten van de baas op geen enkel moment tegen elkaar rijden. Museeuw mocht van Squinzi winnen als Belg in dienst van een Italiaanse ploeg. De symboliek die Squinzi in gedachten had, was "vincere insieme": "samen winnen". Lefevere beweert echter dat hij zelf bepaalde wie won en dat Squinzi zich nooit met de tacktiek had bemoeid. Lefevere zou het daar nooit met baas Squinzi over gehad hebben. Daarom was de afspraak dat de Italianen in geen geval mochten wegrijden van Museeuw en vice versa. De Italianen zouden Museeuw op de wielerpiste van Roubaix moeten laten voor gaan, ongeacht alle prestige die in Parijs-Roubaix op het spel stond. In de Canvas-documentairereeks Belga Sport beweerde Museeuw dat hij zó goed was dat hij de Italianen ook zonder 'afspraak' had verslagen.
Museeuw houdt een moordend tempo aan op de kasseistroken. Het enige doel: de tegenstand op een zo groot mogelijke achterstand fietsen. Bortolami en Tafi lijken soms alle moeite van de wereld te hebben om zijn tempo te volgen. Museeuw hangt een aantal keer aan de volgauto om te communiceren met Lefevere. Hij vertelde aan Belga Sport dat hij meestal op kop reed omdat hij de Italianen "voor geen haar" vertrouwde. In een zesdelige Canvas-documentaire uit 2023, Patrick Lefevere. Godfather van de koers, zei Museeuw dat omgekeerd hij nooit zou wachten op de Italianen. Lefevere meende dat hij geen ploeg meer had indien de renners het plan niet uitvoerden. Daarom lag een grote druk op de Italianen, die van de ploegleider moesten wachten op Museeuw. Ook zij zijn onderweg naar de wielerpiste in conclaaf met hun ploegleider. In de tussentijd werkte Ballerini volgens Lefevere te fervent mee met de renners in de achtervolging op het drietal; Jekimov en Zanini. Ballerini wilde zelf nog vooraan geraken na zijn lekke band op Warlaing naar Brillon. Lefevere: "Als Franco [Ballerini] doorzette, zou hij een premie krijgen maar dan kon hij ook een andere ploeg zoeken". Op het Carrefour de l'Arbre, in volle finale, plaatst niemand een aanval. Ze gaan de laatste vijftien kilometer in. Alles verloopt volgens de wens van Squinzi.
De wrevel neemt zienderogen toe, wat aanvankelijk niet zichtbaar is voor de wielerfan die thuis het koersscenario op het tv-scherm volgt. Pas wanneer Patrick Lefevere een paar keer langs zijn drie renners reed en Museeuw met enkele handgebaren zijn teamgenoten aanmaande om de tactiek op te volgen, werd enige vorm van heibel binnen de Mapei-ploeg wel erg duidelijk (allicht verzocht hij de Italianen "naar Lefevere te luisteren"). Het illustere plan van Squinzi valt bijna in duigen wanneer op de kasseistrook van Hem de Hel plots losbarst en Museeuw lek rijdt. Vooral Bortolami is niet te spreken. Hij begint te twijfelen als diens eergevoel dreigt de overhand te halen. Patrick Lefevere is al ingelicht. De achtervolgers rijden twee minuten achter Museeuw, Tafi en Bortolami. Andrea Tafi getuigde in Belga Sport dat hij overwoog om vol door te rijden toen Museeuw lek reed van Willems naar Hem, maar "dat het moreel besef te groot is om het te doen". Tafi gehoorzaamt dan toch vrij gemakkelijk de orders van Squinzi. Bortolami en Tafi wachten Museeuw op. "Broederlijk" rijden ze naar de wielerpiste van Roubaix. Ze rijden één grote ereronde en groeten het publiek.
Zoals afgesproken wordt er op de piste niet gespurt. Tezelfdertijd steekt het trio de handen in de lucht. Museeuw rijdt als eerste over de streep, gevolgd door Bortolami en Tafi. Bortolami, die zich ongemakkelijk voelde bij het gebeuren, verruilde na het seizoen 1996 de Mapei-ploeg voor Festina. Sindsdien werd de prestatie van Mapei in Parijs-Roubaix niet meer herhaald. Weliswaar behaalde de Nederlandse Jumbo-Visma in 2022 een 1-2-3'tje in de Franse wielerronde Parijs-Nice, waarbij het vieren aan de finish door winnaar Christophe Laporte, Primož Roglič en Wout van Aert door onder meer de Spaanse sportkrant Marca werd vergeleken met die van Museeuw en zijn Mapei-ploegmaats in 1996. In 1998 zette de Mapei opnieuw Parijs-Roubaix naar zijn hand. Ballerini won, Tafi werd tweede en Wilfried Peeters derde. Dezelfde taferelen op het podium. Ze arriveerden niet gelijktijdig. Museeuw, die viel zwaar in het Bos van Wallers-Arenberg en gaf op. 1996 was overigens een grand crû voor Museeuw, met naast winst in Parijs-Roubaix een tweede Belgische titel op de weg en het wereldkampioenschap in Lugano, hoewel hij een week voor het WK wilde stoppen als wielrenner.

#### Lugano 1996:Maandag gestopt, zondag wereldkampioen
Museeuw had dan wel met veel overmacht het monument Parijs-Roubaix gewonnen alsmede de Vlaamse klassieker de Brabantse Pijl en het Belgisch kampioenschap in Chapelle-lez-Herlaimont in een sprint tegen Geert Van Bondt (Vlaanderen 2002–Eddy Merckx) en Johan Bruyneel (Rabobank), en hij had op het podium gestaan van de Ronde van Vlaanderen en de Amstel Gold Race, de zomer van 1996 verliep zeer moeizaam en woelig voor de West-Vlaming. Dermate dat hij in de Ronde van Frankrijk wilde afstappen omdat het najaar belangrijker was en hij duidelijk niet meer over het beste vormpeil beschikte. Patrick Lefevere wilde voltallig Parijs halen en hij reed de Tour toch uit. Museeuw werd vijfennegentigste en werd met de klap meteen ook de beste Belg in het eindklassement, maar stelde zich luidop de vraag "Wat kan ik in hemelsnaam nog doen in de Tour?". Alsof hij zijn laatste Tour leek te hebben gereden. Tijdens de Tour werd hij immers overklast op zijn terrein door de Oezbeekse topsprinter Djamolidin Abdoezjaparov, die bij wijze van spreken geen molshoop over geraakte. Zijn beste resultaat behaalde Museeuw in de apocalyptische zesde etappe naar Aix-les-Bains, toen hij twaalfde werd. Michael Boogerd won deze etappe.
Begin oktober 1996 was hij zwaar ontgoocheld over zijn verlies in de klassieker Parijs-Tours. Zó zwaar ontgoocheld dat hij tijdens een interview met Michel Wuyts na de race aankondigde te stoppen met wielrennen. Hij leek het plezier in het wielrennen op een korte termijn verloren te hebben, of daar leek het op (na de moeilijke Ronde van Frankrijk voor Museeuw). Toch leek hij eerder cynisch, getuige soms een glimlach wanneer hij Wuyts riposteerde. Museeuw tegen Wuyts: "De wielerwereld kan maar beter klaar zijn voor het afscheid van Johan Museeuw, mocht dat nu nog niet het geval zijn". Museeuw kon de eindzege in de Wereldbeker wielrennen veilig stellen indien hij bij de eerste tien was geëindigd. Zijn voornaamste concurrent voor de Wereldbeker was Andrea Ferrigato van de ploeg Roslotto–ZG Mobili. Deze Italiaan had in de zomer van 1996 de Leeds Classic gewonnen, in een (makkelijke) sprint tegen Maximilian Sciandri. Museeuw werd derde. Hierna won Ferrigato het Kampioenschap van Zürich. Museeuw werd ook die dag derde, op de bekende wielerpiste van Oerlikon. Dit waren twee Wereldbekerkoersen. Museeuw sprokkelde belangrijke punten, maar hij voelde toch stilaan bedreiging voor het algemeen klassement van de Wereldbeker in de persoon van Ferrigato. Het kwam in Parijs-Tours vervolgens tot een massaspurt die werd gewonnen door topsprinter Nicola Minali (Gewiss–Playbus), die met deze spurt nog enkele vluchters te grazen nam.
Museeuws ploegmaat Tom Steels spurtte voor eigen rekening en werd tweede. Ferrigato werd zevende en hijgde daarmee in Museeuws nek. In plaats van punten te behalen, eindigde die in de buik van het peloton. De Leeuw verweet toen zijn ploeg Mapei dat ze de kaart-Steels trokken en dat er niet aan de Wereldbekerstand werd gedacht. Emotioneel kondigde hij zijn afscheid aan. Een week later bleek dat Museeuw tussen Parijs-Tours en het wereldkampioenschap, de zondag erna, vooral veel zand in de ogen van menig waarnemer had gestrooid. Museeuw zwoer namelijk dat het wereldkampioenschap, op zijn 31ste verjaardag en een week na Parijs-Tours, zijn laatste koers zou worden. Terwijl de uitlating maar een opwelling was, vloog Museeuw naar Zwitserland en zonderde zich af van de buitenwereld om zich voor te bereiden op het WK. Zo reed hij met de Franse kopman Laurent Jalabert een 'trainingsritje' van 400 km om alle perikelen van zich af te fietsen. Dat WK werd een synoniem voor 'het grote gelijk van Johan Museeuw'. Hij toonde in de regio Ticino, hem niet meteen op het lijf geschreven, andermaal zijn tactische bekwaamheid aan de wielerwereld.
Op 13 oktober 1996 werd Museeuw in Lugano op nogal droge wijze wereldkampioen wielrennen, maar de prestatie die hij leverde was er toch een die Museeuw nog niet eerder had vertoond. De wedstrijd werd namelijk verreden op een parcours dat niet het zijne was. De renners moesten vijftien keer de steile Via Camara over. Museeuw werd zodus zelfs niet getipt als mogelijke outsider. Het parcours in Lugano was te steil voor Museeuw, die absoluut geen berggeit was. Museeuw verbaasde de buitenwereld met een ongeziene prestatie van hem op heuvelachtig terrein. De Leeuw van Vlaanderen versloeg de in de regio wonende Mauro Gianetti in een sprint met twee. Nadat Museeuw zich lange tijd gedeisd had gehouden achteraan het peloton, verdapperde hij eerder tegen zijn natuur (en een drietal keer na elkaar) op de steilste beklimming uit een kopgroep met onder anderen Kai Hundertmarck, Italiaan Fabrizio Guidi en Gianetti's ploegmaat Felice Puttini. De Zwitsers controleerden tot dan toe de race, met een nog piepjonge Oscar Camenzind in een dienende rol. Camenzind voerde ruim een uur de kopgroep aan in dienst van thuisrijder Gianetti, terwijl Puttini een aantal keer demarreerde waarbij Hundertmarck steeds bij de pinken was en hem terug haalde. Gianetti was de enige die Museeuw volgde terwijl de grote favorieten zoals Michele Bartoli en Laurent Jalabert gokten dat hij de inspanning niet zou volhouden tot de finale. Er was helemaal geen verstandhouding bij de Italiaanse ploeg, waar er te veel kopmannen bleken te zijn. Gianni Bugno, Andrea Tafi en Bartoli waren slechts drie grote namen bij de squadra. Ze lieten zich opmerken, maar lieten zich vooral verrassen door Museeuw (en Gianetti). De Italianen en de Fransman Richard Virenque dachten de kloof nog te overbruggen, hopend op verval bij Museeuw. Dat verval kende Museeuw echter niet en hij bleek veel sneller dan Gianetti. Op zijn verjaardag veroverde de Leeuw van Vlaanderen de regenboogtrui.
Een week later rijdt de West-Vlaming omwille van de trui — doch vooral in het kader van de Wereldbekerstand, die hij vanwege zijn wereldtitel op de weg ruim aanvoerde — zijn allereerste Koers van de Vallende Bladeren: het 'Monument' Ronde van Lombardije. Daarin finisht hij als dertiende, weliswaar ver in de achtergrond. Zijn Mapei-ploegmaats rijden de finale, met name Andrea Tafi en Daniele Nardello. Tafi won de koers solo, nadat hij zich bergop en met nog 20 km te gaan losrukte van Festina-renner Fabian Jeker en van Motorola-renner Axel Merckx. De zoon van wielerlegende Eddy Merckx had een sterk WK in Lugano achter de rug. Merckx werd er vierde, de sprint om brons verliezend tegen Michele Bartoli. Museeuw zelf vertoeft in mooi gezelschap (wat overblijft van het peloton): onder anderen de begenadigde klimmers Michele Bartoli, Oscar Camenzind, Claudio Chiappucci, Tony Rominger, Erik Breukink, Fernando Escartín en Francesco Casagrande. Ze komen binnen op twaalf minuten van de winnaar: zijn ploegmaat Andrea Tafi. Museeuw raapte alweer punten voor de Wereldbeker en was zo goed als zeker van de eindzege. Na de Japan Cup zou hij de eindzege pakken. Gianetti won, Ferrigato pakte slechts 10 punten en Museeuw 9 (hij eindigde achter hem op plaats 26). Het was meteen ook de laatste keer dat Johan Museeuw in de Ronde van Lombardije aan de start stond.

#### 1997: Magere oogst als wereldkampioen

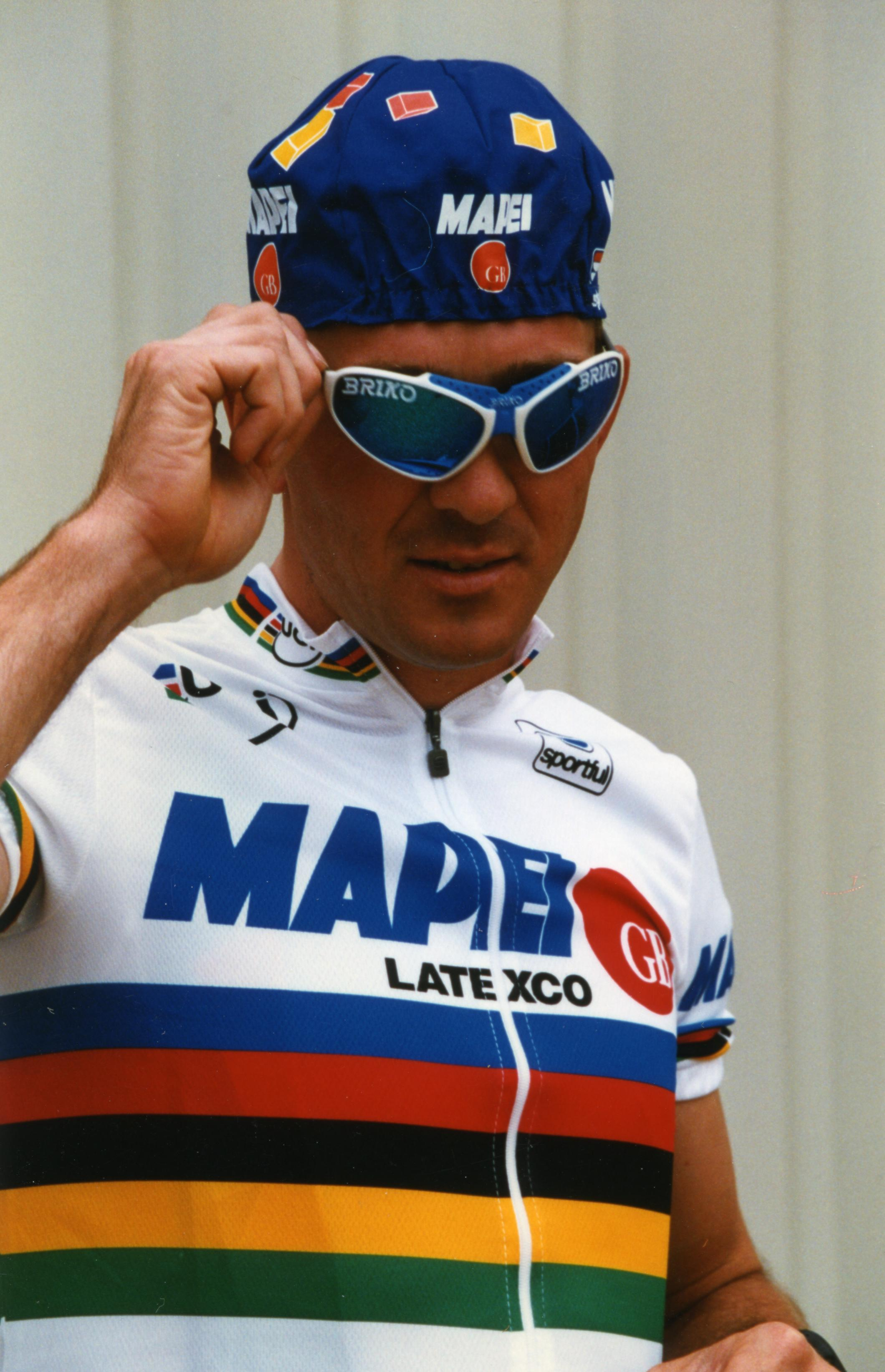
Johan Museeuw in de regenboogtrui

De trui bracht Museeuw echter weinig geluk. De Leeuw won wel Kuurne-Brussel-Kuurne, maar daar bleef het bij wat betreft belangrijke overwinningen in 1997.
In Kuurne-Brussel-Kuurne zorgt Museeuw zelf voor de schifting en in het slot van de koers demarreert hij nogmaals. Hij krijgt ploegmaat Wilfried Peeters, en Rolf Sørensen, Bruno Boscardin en Stéphane Barthe mee als gezellen. Peeters valt een aantal keer aan in de laatste kilometers, waardoor Museeuw 'vanuit een zetel' de finale beleeft. Vooral Sørensen, van Rabobank, haalt Peeters telkens terug. Indien niet, was de koers voor de rest sowieso verloren en ging de zege naar Mapei. De koers eindigt in een spurt, die Museeuw makkelijk wint van Barthe. Hij zette daarmee een valse start voor Mapei recht, omdat Peter Van Petegem van de concurrerende ploeg TVM-Farm Frites een dag eerder de Omloop won, de openingskoers van het Vlaamse voorjaar. Van Petegem gaf op in Kuurne.
Museeuw was uitstekend in vorm met de klassiekers voor de deur. Kuurne-Brussel-Kuurne leek dat seizoen alweer een eerste van vele zeges in die klassiekers te gaan worden voor wereldkampioen Museeuw, maar het liep anders. Museeuw kende later veel pech met de regenboogtrui om de schouders. Dichter dan het podium in Parijs-Roubaix kwam hij niet in 'zijn' grote voorjaarsklassiekers. Wel won Museeuw als wereldkampioen drie etappes in de rittenkoers Ruta del Sol en het eindklassement van de Driedaagse van De Panne-Koksijde. In volle finale van Parijs-Roubaix rijdt Museeuw twee keer lek. Toch wordt hij nog derde. De beresterke Fransman Frédéric Guesdon rondde, vanwege Museeuws pech, verrassend een lange ontsnapping af door Museeuw en Jo Planckaert in de luren te leggen in de spurt op de Vélodrome André Pétrieux.
De zondag ervoor tikte Museeuw in de Ronde te Michelbeke, nabij de Berendries, het wiel aan van Bruno Boscardin, toen de Zwitser plots omkeek om te monsteren wie nog in hun groep zat. Museeuw viel en vloekte, maar reed uit als dertiende. Rolf Sørensen won de Ronde van Vlaanderen. Hij wordt zesde in Luik-Bastenaken-Luik ofschoon die koers hem beduidend minder goed ligt. In de zomer staat hij aan de start van de door Jan Ullrich gewonnen Ronde van Frankrijk, in de regenboogtrui, maar geeft er evenals Chepe González (Kelme) de brui aan tijdens de door Didier Rous gewonnen achttiende etappe van Colmar naar Montbéliard. In de Elzas, drie dagen voor de laatste etappe naar Parijs. Op 12 oktober 1997, precies een dag voor zijn 32ste verjaardag, neemt Johan Museeuw afscheid van de regenboogtrui. Laurent Brochard, een Fransman, wordt die dag wereldkampioen in het Spaanse San Sebastian. Museeuw komt zijn trui verdedigen en kan ook mee met de besten in de finale. Hij wordt uiteindelijk achtste op zestien seconden van Brochard.

#### 1998–1999: Val in Parijs-Roubaix en comeback

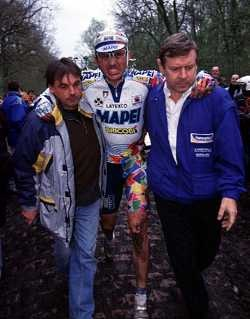
De kermende Museeuw krijgt ondersteuning na zijn harde val in het Bos van Wallers, waarbij hij zijn knieschijf breekt ; kinesist Lieven Maesschalck verricht wonderen, een jaar later maakt Museeuw een comeback

Op 12 april 1998 sloeg in Parijs-Roubaix plots het noodlot toe voor Museeuw. Exact een week na zijn indrukwekkende versnelling op de Tenbossestraat en derde zege in de Ronde van Vlaanderen, viel hij vroeg in het gevreesde bos van Wallers-Arenberg (Trouée d'Arenberg) en brak zijn linkerknieschijf. Bovendien landde Museeuw deels in uitwerpselen [van een paard], infectie van de open wonde veroorzakend. De amputatie van Museeuws onderbeen werd overwogen en er werd zelfs voor zijn leven gevreesd. Terugkeren leek uitgesloten, maar hij verraste vriend en vijand. Met de zorgen van fysio Lieven Maesschalck keerde hij in het voorjaar van 1999 terug in het peloton bij de Mapei-ploeg. Maesschalck prees hem om zijn doorzettingsvermogen tijdens zijn herstel. Hij noemt Museeuw, wielrenners algemeen, oermensen.
Op 13 augustus 2010 werd een kortfilm over Museeuw uitgebracht onder regie van Nick Livesey, met duur van ± 16' minuten, een ode aan Museeuw en handelend over zijn valpartij in Wallers. Dromerig wordt een parallel getrokken met de vele doden, met name Franse en Britse soldaten, die nabij Arenberg en ook het naburige Wallers zijn gevallen de Eerste Wereldoorlog. De film draagt A Throw of the Dice als titel (Een worp met de dobbelsteen).
Museeuw voert een opvallende monoloog (een soort voorwoord), en is ook meermaals te zien tijdens de film en wordt gespeeld door een acteur. De glansrol in de film was evenwel, net als op die bewuste 12 april 1998, weggelegd voor het Bos van Wallers-Arenberg. Museeuw was driekwart jaar uit roulatie, maar hij kon zijn loopbaan hervatten bij de ploeg van Patrick Lefevere. In 1999 keerde Museeuw met veel ambitie terug doch ook met veel vraagtekens. Hij reed meteen alle semi-klassiekers en hij was meteen op de afspraak. Hij was zesde in de Omloop Gent–Lokeren. In de E3-Prijs plaveidde Museeuw de weg voor Michele Bartoli, die in een spurt met vier de duimen legde voor Peter Van Petegem: ook Andrei Tchmil en Frank Vandenbroucke waren geslagen. Museeuw arriveerde bij de achtervolgers.
Museeuw toonde op 24 maart 1999, in Dwars door Vlaanderen, dat hij weer helemaal terug was. Tevens toonde de Leeuw dat hij zich had klaargestoomd voor het tweeluik Gent-Wevelgem en Ronde van Vlaanderen, alhoewel hij nog niet geheel pijnvrij reed. Museeuw won Dwars door Vlaanderen door in Waregem zijn landgenoot Michel Vanhaecke in een sprint met twee te verslaan. Meer dan een week later, in Gent-Wevelgem, wist de ervaren West-Vlaming zich uitstekend te positioneren. Hij schoof samen met Wilfried Peeters en de de facto kopman Tom Steels door naar de voorposten tijdens de laatste klim van de Kemmelberg–Belvedère. Mapei, met Museeuw en Peeters in een knechtenrol, nam de koers in handen tot de boog van de laatste kilometer op de Vanackerestraat. Het tempo van Mapei lag veel te hoog: het gevolg was dat niemand nog een sprong durfde te wagen en in Steels' wiel bleef zitten. Tom Steels, de Belgische kampioen van 1998 en een van de beste sprinters van zijn generatie, rondde het werk van zijn ploegmaats Museeuw en Peeters vervolgens af.

#### 1999: Net geen vierde zege in de Ronde van Vlaanderen
Vooraf aan de Ronde van Vlaanderen was Museeuw niet de grote favoriet. Museeuw won de Ronde van Vlaanderen in 1998, maar droeg zelfs het rugnummer één niet zoals het de vorige winnaar betaamt. Bizar was dan ook dat Museeuw het nummer drie opspeldde. Mapei verloor de Omloop met Wilfried Peeters en de E3 Harelbeke met Michele Bartoli.
Hoewel hij klaar leek na de semi-klassiekers, verklaarde Museeuw nog wat last te hebben van zijn blessure en werd 'schaduwkopman' achter Michele Bartoli. Beide tonen op de eerste hellingen dat ze in orde zijn. Museeuw valt aan op een vlakker lopend gedeelte na de Paterberg, de tweede helling van de dag. Bartoli demarreerde eerder al op de Paterberg, maar kwam niet weg. Museeuw wordt ook tot de orde geroepen. De Nederlandse TVM-ploeg controleert de koers voor kopman en E3–Prijs-winnaar Peter Van Petegem en dus geen beslissende aanval. Na de Tenbossestraat in Brakel begint het gewriemel naar de Muur. Museeuw moet zelf een inspanning leveren om vooraan te geraken. TVM, Van Petegems ploeg, knapt tot in volle finale het werk op. De finale ging de boeken in als een van de meest beklijvende in de Ronde-geschiedenis.
Museeuw en Van Petegem op de Muur van Geraardsbergen
 Mark Uytterhoeven: "Ongelofelijke situatie, en hoe goed is Museeuw? Van Petegem maakt een geweldige indruk. Museeuw groot [qua versnelling]. Hadden we 't anders verwacht?
Mark Vanlombeek: Geen goed teken, vind ik.
Uytterhoeven: Hij kijkt om, Museeuw. Wat dan nog, [Mark], hij gaat er niet afgereden worden. Schakelen, Van Petegem. [Met] mond open. En Museeuw die een paar lengten prijs geeft vlak voor dat steile stuk. Hier is dat [steile stuk].
Vanlombeek: Ja, ja, ja. Maar misschien houdt hij zich bewust wat in zodat hij nog terug kan komen. Hij mag natuurlijk niet te veel terrein verliezen. Van Petegem. Gaat hij de Ronde van Vlaanderen winnen? Museeuw. Gaat hij de eerste man worden die vier overwinningen op zijn naam kan brengen?
Uytterhoeven:Zo gróót, Johan [qua versnelling]!
Vanlombeek: Ja, met die grote versnelling weer.
Uytterhoeven: Waarom moet dat? Iets kleiner [schakelen] en hij blijft erbij volgens mij.
Vanlombeek: En hij doet dat [naar een kleinere versnelling schakelen] nu ook, Mark. [...]
Museeuw versus Van Petegem versus Vandenbroucke
Vanlombeek: Rechts hebben we dus Museeuw. Van Petegem en Vandenbroucke. Van Petegem trekt de wedstrijd [sic] op gang daar.
Uytterhoeven: Museeuw moet van ver komen want die rijdt zo groot [qua versnelling]!
Vanlombeek: En die moet uitkijken want hij zit ingesloten, hij moet langs de andere kant gaan komen en dat kan niet meer! [Het wordt] Vandenbroucke of Van Petegem normaal [gezien] en Van Petegem gaat Vandenbroucke voorbij! Maar daar komt Museeuw ook nog! Geraakt hij er nog? Johan Museeuw? Ik denk het niet!
Uytterhoeven: Nee, nee, nee. Van Petegem.
 Vanlombeek: 't Is Van Petegem, jawel! Van Petegem! Vandenbroucke wordt nog tweede, derde Johan Museeuw!
De Leeuw van Vlaanderen deelt zijn race goed in, maar ploegmaat Michele Bartoli woekert tijdens de race met de krachten. Bartoli bekoopt dit na een aanval op de Berendries, niet zo heel ver meer van de Muur van Geraardsbergen. Men begreep dat het een uitgelezen kans was voor Van Petegem om zijn eerste Ronde van Vlaanderen te winnen. Bartoli eindigt in Ninove op de vierde plaats. De Peet maakt zijn favorietenrol helemaal waar, een sterker vertegenwoordigd Mapei in de finale niettegenstaande. Van Petegem heeft dan al zijn TVM-ploeg opgeofferd. Geraardsbergen belooft spektakel. Elf renners maken immers nog kans op de zegepalm: Museeuw, Van Petegem, Frank Vandenbroucke, Rolf Sørensen, Gabriele Colombo, Museeuws ploegmaat Daniele Nardello, Zbigniew Spruch, Erik Zabel, Andrei Tchmil, Michel Vanhaecke en Sørensens ploegmaat Marc Wauters. Achter hen volgde toen een tiental renners op amper tien seconden. Zij stonden op het punt aansluiting te krijgen. Verslaggever Mark Vanlombeek sprak op de Vlaamse televisie over de onuitgegevenheid van dergelijke situatie in de Ronde van Vlaanderen.
Een aantal renners gaan bij het opdraaien van de Muur van Geraardsbergen (Muur en de Kapelmuur), na de Vesten, tegen de grond net op het ogenblik dat de tweede groep met onder anderen Romāns Vainšteins, Maximilian Sciandri en een van de topfavorieten, Michele Bartoli, terugkeert. Daarbij Rabobank-speerpunt Rolf Sørensen en zijn ploegmaat Maarten den Bakker doch vooral Cofidis-kopman Frank Vandenbroucke, winnaar van de Omloop Het Volk die als eerste valt, en Andrei Tchmil die opgehouden wordt door de val en alle kansen op een mogelijke overwinning in rook ziet opgaan.
Johan Museeuw en Peter Van Petegem rijden op dat moment aan de leiding van de groep en blijven wél overeind. Ze zien de chaos en rijden vol door. Museeuw bedwingt de Muur met een zeer grote versnelling; hij haakt op de grote plateau af bij Van Petegem, die hem boven echter opwacht waarna Frank Vandenbroucke naar hem en Van Petegem toe rijdt. Zowel voor, op als na de Bosberg rijdt de beloftevolle Waal veel sneller dan het Vlaamse duo vooraan.
Dat Vandenbroucke de finale van Vlaanderens Mooiste rijdt, is opmerkelijk: hij ging die dag niet één, maar twee keer ten gronde. Ook aan de voet van de Molenberg, ofwel in de Zwalmvallei en ver van Ninove, was hij hard gevallen. Een halve kilometer vooraleer ze de laatste bocht nemen, neemt Museeuw rustig de tijd om nog wat te 'pokeren'.
Museeuw lokt de negen jaar jongere Vandenbroucke namelijk uit zijn tent en wil hem een stevige inspanning laten leveren om een verrassend nog demarrerende Van Petegem terug te nemen, of daar heeft het dan toch alle schijn van. Daarbij ernstig het risico nemend dat 'vogel' Van Petegem is gaan vliegen. Vandenbroucke levert de inspanning toch, ondanks Museeuws 'recordpoging', omdat hij zelf de Ronde van Vlaanderen nog nooit had gewonnen. Van Petegem had ze evenmin op zak.
Frank Vandenbroucke, destijds een ontgonnen doch nog altijd niet volledig ontbolsterd talent, was begonnen aan een voor hem wonderbaarlijk seizoen. Voor hem was het net als voor Van Petegem een uitgelezen kans om Vlaanderens Mooiste aan zijn erelijst toe te voegen. Museeuw had zich opvallend sterk bewezen na de zo goed als zekere teraardebestelling van zijn wielercarrière in het Bos van Wallers tijdens Parijs-Roubaix een jaar eerder.
Ze sprinten gezamenlijk voor de zege. Die sprint liegt echter niet en Museeuws masker valt als eerste af nadat ze de sprint zij aan zij beginnen. De Leeuw blijkt zijn beste kruit te hebben verschoten. Van Petegem, de Zwarte van Brakel, wint een koninklijke spurt waarbij Museeuw ingesloten geraakt aan de rechterkant van de weg en te ver achter komt te zitten om nog over de anderen te komen. Vandenbroucke is tweede en Museeuw derde.
Na de koers leefden er geruchten als zou Van Petegem de Ronde hebben 'verkocht', maar dat Museeuw een hoog bod van Van Petegem zou hebben geweigerd. Vandenbroucke zou de Ronde uiteindelijk nooit winnen. In 2003 zou VDB andermaal tweede worden achter diezelfde Van Petegem, die een sprint-à-deux won. Museeuw kwam er in 2002 nog dichtbij, maar Andrea Tafi ontsnapte uit de eerste groep op minder dan vijf kilometer van Ninove. Museeuws vierde zege kwam er uiteindelijk nooit.

#### 2000: Eindelijk winst in de Omloop en weerwraak in Roubaix

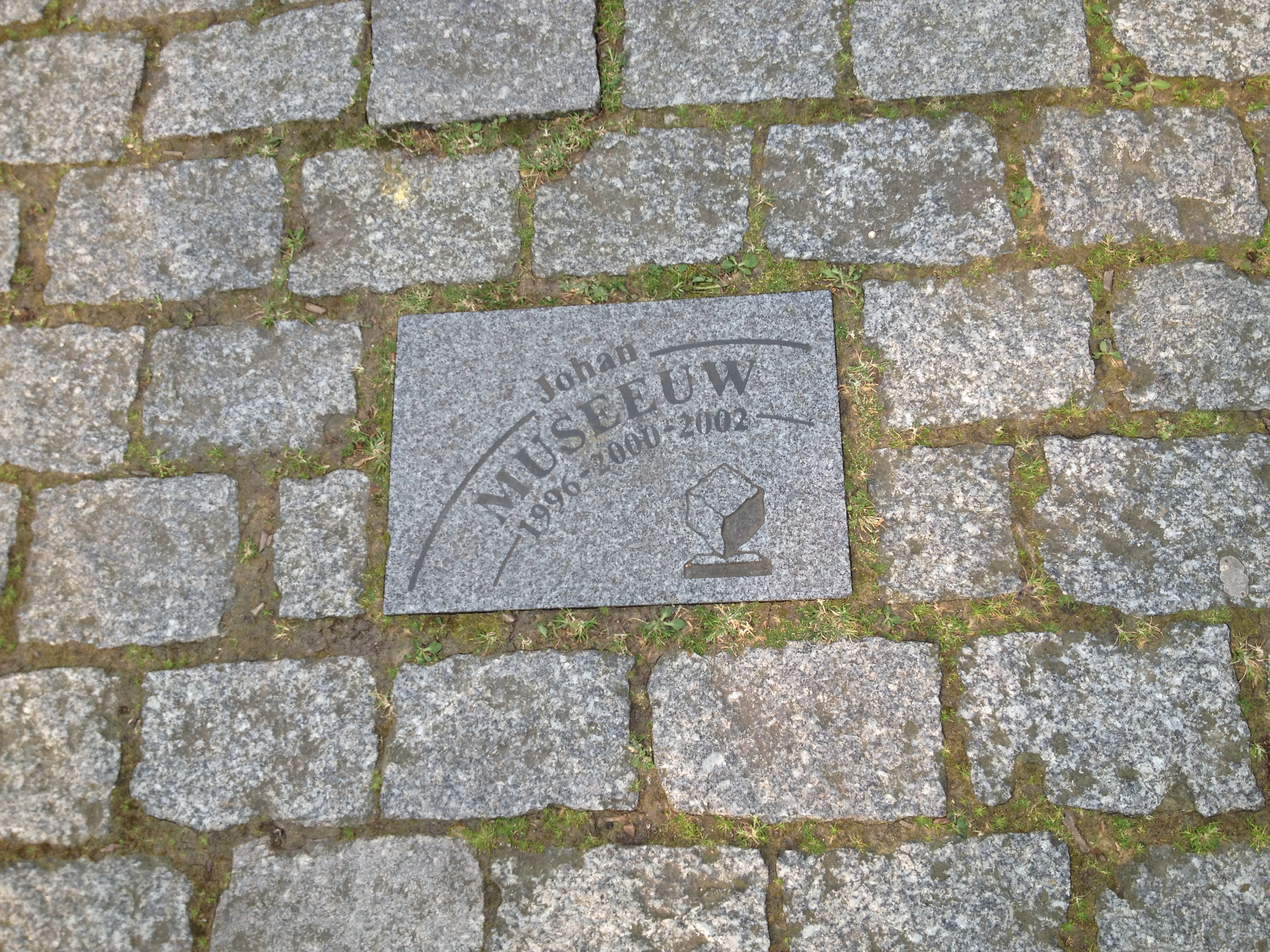
De kasseistrook Espace Charles Crupelandt, Roubaix met een tegel ter ere van Museeuw

In 1999 werd Museeuw een jaar na zijn val in Wallers-Arenberg negende in Parijs-Roubaix: ploegmaat Andrea Tafi won. Toch won hij de Koningin der Klassiekers nog tweemaal. Beide na een indrukwekkende solo; in 2000 en de beruchte slijkeditie 2002. In 2000 kwam Museeuw, assorti met leeuwenbandana (helmdracht was destijds nog niet verplicht), solo aan op de Vélodrome André Pétrieux. Tafi's 'wederdienst' aan de Leeuw, nadat Museeuws zege van 1996 "een gezamenlijke triomf" was. Tafi won een jaar eerder, in 1999, op overtuigende wijze Parijs-Roubaix als Italiaans kampioen. Dit na voorbereidend werk van ploegmaats als Museeuw, Stefano Zanini, Tom Steels, Bart Leysen en Wilfried Peeters.
Tussendoor won Museeuw in februari 2000 een eerste maal de Omloop Het Volk Gent–Lokeren. Hij reed vijftien kilometer solo tegen medevluchters Franco Ballerini (Lampre), Servais Knaven (toen Farm Frites, voorheen TVM) en Steffen Wesemann (Team Telekom), nadat hij te Kalken nabij Wetteren van hen wegreed op een kasseistrook. Hij had in Lokeren bijna een volle minuut bonus.
De ontsnapping van het kwartet kwam tot stand net na de doortocht in Wetteren en dankzij Museeuw, die te Wichelen (Schellebelle) wilde vermijden dat het peloton waar sprintersploegen doch ook de in de verdrukking gereden Frank Vandenbroucke waren vertegenwoordigd, weer aansluiting vond bij de voorste groep van zestien renners met hijzelf en zijn ploegmaats Tom Steels en Daniele Nardello. Een meesterzet van Museeuw, die het Lotto–Adecco-blok van Andrei Tchmil en de Cofidis-brigade van Vandenbroucke een loer draaide.
Nadat hij ook nog eens aanviel op een kasseistrook in Kalken (Laarne), probeerde Servais Knaven tevergeefs alleen de kloof met Museeuw te dichten. Franco Ballerini — tweevoudig winnaar van Parijs-Roubaix en herrezen na een stroef seizoen — en Wesemann bleken niet in staat om een tegenoffensief op te zetten. Museeuw bleef op die manier buiten schot en won de Omloop. Dit werd benevens Brabantse Pijl (eind maart) en Parijs-Roubaix (begin april) een van Museeuws drie klassieke overwinningen in het seizoen 2000.
Het scenario van de Ronde van Vlaanderen van 2000 bleek eerst een déjà vu. TVM, voortaan Farm Frites, controleerde de race voor kopman Peter Van Petegem. Wanneer Andrea Tafi op zestig kilometer aanvalt en hij het gezelschap krijgt van Marc Wauters en Marco Serpellini, bemoeien de favorieten zoals Museeuw, Andrei Tchmil (Lotto–Adecco) en Van Petegem zich nog steeds niet met de zaken. Museeuw al helemaal niet, want Tafi is een ploegmaat van hem bij Mapei. Van Petegem valt aan op de Tenbossestraat in Brakel, op zo'n twintig kilometer van Ninove. Met een forse versnelling probeert hij Museeuw en Tchmil, en de andere schaduwfavorieten van zich af te schudden. Met de klap eindigt ook het avontuur van Tafi, Wauters en Serpellini. Tchmil geeft Van Petegem geen duimbreed toe. Museeuw, die bevond zich op zijn beurt veel te ver op Tenbosse. Die schade kon hij rechtzetten aangezien een grote groep samen bleef voor aanvang van de Muur van Geraardsbergen. Dus behield Museeuw een optie op winst. Ruim veertig renners rijden richting de Muur, een situatie die de vorige editie daarmee overtreft. Daarginds op de Oudenberg acht Museeuw zijn moment gekomen. Niet zomaar op de Muur doch daarvoor, op de Vesten van Geraardsbergen. Voor de eigenlijke Muur gaat hij ervandoor. De aanval van de Leeuw reikt echter niet ver. Steffen Wesemann (Team Deutsche Telekom) rijdt de kloof namelijk dicht, schijnbaar met de vingers in de neus. Voor Museeuw ging het in elk geval even snel weer erg moeizaam als de grote kracht waarmee hij zijn aanval plaatste. Hij moet zich op de Kapelmuur vastbijten in het wiel van Wesemann. Museeuw verdwijnt vooraan uit de koers en deemstert helemaal weg. Tchmil rijdt op kousenvoeten weg na de Bosberg. Zijn achterwiel is nimmer te zien. Museeuw eindigt zowaar als drieëndertigste op 47" van Tchmil. Wat contrasteerde met een week later.
Museeuw liet tijdens Parijs Roubaix, in april 2000, de Amerikaan Frankie Andreu van US Postal ter plaatse op de kasseistrook van Pont-Thibaut naar Ennevelin die in de finale van de koers ligt. Hij begon aan een solo die hij ook wist af te ronden, alhoewel hij nog veel van zijn pluimen verliest in de finale. Van zijn voorsprong van maximaal twee minuten houdt hij namelijk vijftien seconden over op de wielerpiste. Hij groette de menigte langs de wielerpiste en wierp hen een kus. Vervolgens klikte hij zijn voet uit en wees hij naar zijn ooit gehavende linkerknie.

### 2000: Motorongeluk, hersenschade en bijkomende veroordeling
In augustus 2000 had Johan Museeuw een motorongeluk. Daardoor bleef hij enkele weken in kritieke toestand. Zijn echtgenote Veronique en zoon Gianni zaten achterop de motor, maar overleefden de klap. Hij werd op 29 april 2002 door de politierechtbank van Brugge veroordeeld voor het onopzettelijk toebrengen van slagen en verwondingen aan zijn gezin.
De lichamelijke gevolgen voor de Leeuw zelf waren overigens niet min. Hij brak zijn kuitbeen, enkele ribben en de linkeroogkas. Daarnaast had hij een hersenbloeding, waardoor hij later kampte met het frontaal syndroom.
Museeuw hield blijvende hersenschade over aan het ongeval, wat onder meer te horen is aan de snelheid waarmee hij sedertdien praat. Zo pauzeert hij vaak als hij volzinnen wil uitbrengen. Tijdens de reportage van Belga Sport op Canvas (Mijn laatste wedstrijd, uitgezonden op 9 maart 2009) over Parijs-Roubaix 1996 en het wereldkampioenschap in Lugano, verklaarde hij dat hij zich stukjes van zijn laatste jaren als renner niet meer kan herinneren. In 2012 vertelde Museeuw aan de kranten De Morgen en Het Nieuwsblad: "Ik was een halve zot geworden na mijn val met de moto".

#### 2000–2001: Vertrek bij Mapei en eerste seizoen bij Domo–Farm Frites
2000 was Museeuws laatste contractjaar bij Mapei. De Leeuw verlengde zijn contract niet. Eind 2000 ging hij na zes seizoenen onder zeil, maar ook Patrick Lefevere verliet de "blauwe armada". Museeuw en Lefevere bleven samenwerken bij de nieuwe Domo-Farm Frites-ploeg, die in 2001 het profpeloton vervoegde en een doorstart was van het Nederlandse TVM. In het eerste seizoen zou niet alles naar wens lopen voor Museeuws ploeg, behalve een topprestatie in Parijs-Roubaix. Het tweede jaar verging het de ploeg, en vooral Museeuw, net iets beter. Na twee jaar stopte de ploeg, en werd Quick Step na het wegvallen van sponsor Domo. De rest is geschiedenis, want die ploeg bestaat anno 2023 nog steeds onder de naam Soudal–Quick Step.
In 2001 won de Nederlander Servais Knaven, zijn ploegmaat bij Domo, in een hondenweer Parijs-Roubaix. Museeuw werd tweede. Museeuw en zijn Domo-ploegmaats Knaven, wereldkampioen Romāns Vainšteins en Nederlands kampioen Léon van Bon worden door Cofidis-tandem Nico Mattan en Chris Peers, George Hincapie, Ludo Dierckxsens en Steffen Wesemann gedwongen het gat op hun wat vermoeide ploegmaat Wilfried Peeters te dichten, die voorop geraakte met Hincapie maar alleen voorop bleef omdat de Amerikaan lek reed. Vooral Wesemann (Team Deutsche Telekom) is taai. Wegens een foute materiaalkeuze lost hij namelijk steeds op de kasseien, en keert dan op het asfalt terug. Peeters kreeg een uitgelezen kans op winst, maar begon terrein te verliezen op de groep met kopman Museeuw.
Dat Museeuw en zijn ploegmaats de koers kleuren is opvallend. De week ervoor miste Domo–Farm Frites de 'juiste trein' in de Ronde van Vlaanderen. Museeuw werd zestiende, Gianluca Bortolami won de koers. Volgens Museeuw een weinig verwonderlijk resultaat. Museeuw had geen al te beste relatie meer met de Vlaamse pers, die betere resultaten van de Leeuw verwachtte. Museeuw lichtte in het voorjaar cynisch zijn 'stijgende vormcurve' toe aan VRT-wielerjournalist Renaat Schotte toen hij met zijn ploegmaats de teambus opstapte. "Kijk Renaat. We groeien, en we groeien, en groeien. Steeds verder en hoger", aldus Museeuw terwijl hij de treden van de teambus neemt tijdens de Driedaagse De Panne-Koksijde, medio maart 2001. De Vlaamse sportpers, met name De Morgen, bleef hem echter, ondanks een sterke prestatie die hierop zou volgen in Parijs-Roubaix, desavoueren. "Gewezen groot kampioen" klonk het bij zijn weliswaar roemloze opgave in de Ronde van Frankrijk 2001 in juli. Museeuw gaf tijdens de tweede week van de Tour de pijp aan Maarten. "Flandrien sterft in Frankrijk", kopte De Morgen.
Museeuws ernstige motorongeluk en hersenletsel indachtig, opgelopen in augustus 2000, was het in 2001 nog maar de vraag of de Leeuw in zijn beste vorm aan de start van het klassiek voorjaar zou verschijnen. Dat gebeurde aanvankelijk ook niet, maar zijn gehele team presteerde dat voorjaar lange tijd onder de verwachtingen. In Parijs-Roubaix 2001 verschijnt Museeuw finaal in zijn beste vorm aan de start. Hij stuurt met meesterknecht Wilfried Peeters een ploegmaat vooruit. Peeters wordt bij de lurven gevat op de zware kasseistrook van het Carrefour de l'Arbre. Hij reed voorop sinds het Bos van Wallers-Arenberg, waar de koers helemaal openbreekt. Peeters verrast en overleeft nog tot en met de wielerpiste. Hij bewijst Museeuw zelfs nog een dienst. Op het Carrefour de l'Arbre heeft Museeuw een lekke band. Hij moet de hele strook achtervolgen, maar Peeters brengt Museeuw en zichzelf weer vooraan. Naar Willems demarreert Museeuw niet. Museeuw en Vainšteins counteren een reeks aanvallen van Dierckxsens op de brede asfaltweg richting Hem.
Niet Johan Museeuw, maar Servais Knaven profiteert uiteindelijk van het numerieke voordeel. Zijn aanval blijkt de goede als de Domo-renners de benen stilhouden en enkelingen George Hincapie en Ludo Dierckxsens naar elkaar kijken. Het overtal laat de Amerikaan en de Belg kansloos. Beide zitten in de tang bij de Domo-renners. Knaven wint solo de koers. Op zo'n twee kilometer van de velodroom, nabij de kasseistrook Espace Charles Crupelandt in Roubaix, demarreert Museeuw en wordt tweede. Vainšteins wordt in de achtergrond nog derde: hij verslaat de anderen in de spurt. Dagblad Trouw noemde hem een "regisseur" omdat hij het ploegenspel "memorabel" uitspeelde met Vainšteins. Michel Wuyts, journalist bij de Vlaamse VRT: "Museeuw verdeelde en heerste". Voor de tweede keer in zijn carrière vulde Museeuw met twee ploegmaats het podium van Parijs-Roubaix, waarmee hij opnieuw voor een stukje geschiedenis kon zorgen.
De Leeuw van Vlaanderen sloot het wielerseizoen 2001 af zonder grote zege. Sterker nog: hij won dat jaar geen enkele koers, zelfs geen kermiskoers. Hij bleek nog te ambitieus en joeg op een tiende Wereldbekerzege.

#### 2002: Tweede seizoen bij Domo–Farm Frites: derde zege in Parijs-Roubaix
In het voorjaar van 2002 reed Museeuw opnieuw voor Domo–Farm Frites. In de Ronde van Vlaanderen werd Museeuw tweede achter zijn voormalige ploegmaat Andrea Tafi, die nog steeds voor Mapei reed. Opnieuw komt Museeuw erg dicht bij een recordzege in de Ronde. Maar wanneer Tafi op vier kilometer van de streep in Ninove voor de ultieme aanval kiest en pleite is, zien ze de Italiaan niet meer terug en kunnen Museeuw, Peter Van Petegem, Daniele Nardello (die als ploegmaat van Tafi niet meewerkt aan de achtervolging) en George Hincapie het schudden. In de spurt om plek twee remonteert hij Nardello en verslaat Van Petegem.
Een week na zijn tweede plaats in de Ronde won een 36-jarige Museeuw een editie van Parijs-Roubaix die in helse doch vooral epische omstandigheden werd verreden. 57 renners op 190 deelnemers hebben in 2002 de wielerpiste gezien, waarvan er zestien buiten tijd arriveerden (niet in de uitslag werden opgenomen). Hetzelfde hondenweer als het jaar ervoor kregen de renners op hun bord, ditmaal met Museeuw op het hoogste schavotje. Museeuw begon op de kasseistrook van Mérignies naar Avelin aan een solo-onderneming. Op meer dan veertig kilometer van de wielerpiste. Hij passeerde Lars Michaelsen (Team Coast) als een hazenwind op — indien bij droge weersomstandigheden ― een gemakkelijke kasseistrook van 700 meter lang. Museeuw graaide gestaag drie minuten op de achtervolgers, onder wie Lars Michaelsen, George Hincapie, Maximilian Sciandri, Nico Mattan, Tristan Hoffman en Steffen Wesemann.
Daarnaast ook één Belgisch piepkuiken, een eerstejaarsprof die wel erg sterk voor de dag kwam vergeleken met de gemiddelde eerstejaarsprof die in zijn eerste Parijs-Roubaix – letterlijk – voor een ontketende Leeuw werd gegooid. Iets wat ook Belgisch voormalig wielrenner en co-commentator Roger De Vlaeminck op de Vlaamse televisie niet ontging. Die jonge renner zat bovendien in de ontsnapping van de dag, die vroeg in de koers tot stand kwam.
Met de 21-jarige Tom Boonen stond die dag een opvolger voor de ouder wordende Johan Museeuw klaar. Volgens viervoudig winnaar (recordwinnaar) van Parijs-Roubaix, Roger De Vlaeminck (en commentator Michel Wuyts), was "onze toekomst [die van de Belgen] weer voor [misschien] vijftien jaar verzekerd [met iemand als Boonen]" en, aldus De Vlaeminck, "hoefde die jongen [Boonen, na vandaag] niks meer te bewijzen". Het verhaal van de leeuw en zijn welp, schreef Sport/Voetbalmagazine in 2016.
Boonen reed als neoprof (eerstejaarsprof) voor US Postal–Berry Floor, de ploeg van de toentertijd reeds controversiële Amerikaanse ronderenner Lance Armstrong. Boonen zou altijd pretenderen dat hij Museeuw had kunnen bijhalen, ter wille van een zekere allegorie van een oude koning die strijdt tegen de troonopvolger ware het niet dat hij in volle finale in dienst had moeten rijden van George Hincapie. Boonens uitspraak heeft dit in stand gehouden. Nadat Museeuw aanviel op Mérignies naar Avelin, oogde Boonen nog fris ondanks de lange ontsnapping waarvoor Boonen eerst had gekozen.
Uiteindelijk smeerde Museeuw de jonge renner twee minuten aan waarna Wesemann kwam aansluiten bij Boonen, die het in de finale zichtbaar moeilijker kreeg. Boonen en Wesemann verloren nog een minuut op Museeuw.
Boonen reed de hele dag in de aanval. Hij verklaarde na de race bij reporter Michel Wuyts, in plat Kempens dialect en op befaamde wijze: k Zât zuu nôr mâan kilometriekske te kâake en 'k docht: 'Wanniêr gonnekkik nâa muug wurre?' , ofwel Ik was voortdurend naar mijn kilometerteller aan het kijken en dacht bij mezelf: 'Wanneer zou ik nou toch moe worden?'
De vermoeide George Hincapie viel de gracht in, namelijk op de kasseistrook van Camphin-en-Pévèle, en de 21-jarige Tom Boonen reed alleen achter de 36-jarige Johan Museeuw aan (totdat hij bijgehaald werd door Wesemann op het Carrefour de l'Arbre). Museeuw bleef uit de greep na een solo in de gietende regen. Hij won de koers, met een voorsprong van drie minuten en vier seconden op Steffen Wesemann en Boonen. Museeuw dacht tijdens zijn solo aan stoppen op een hoogtepunt. Dit was immers zijn tiende Wereldbekerzege. Museeuw kon het echter niet en op de wielerpiste van Roubaix bedacht hij zich. Op het podium bij de wielerpiste van Roubaix zou hij Boonen hebben verteld dat hij in hem zijn gedoodverfde, natuurlijke opvolger zag.
De honger van de Leeuw van Vlaanderen was niet gestild. Begin augustus 2002 won Museeuw als Wereldbekerleider de HEW Cyclassics in Hamburg, zijn elfde en laatste zege in de Wereldbeker. Hij vloerde Igor Astarloa en Davide Rebellin in een uitgedunde groepsspurt. Paolo Bettini is de meest regelmatige renner in de Wereldbeker en wint dat jaar het klassement. De Wereldbeker werd in 2004 afgevoerd. Museeuw is anno 2023 houder van het zegerecord. Hij is evenwel niet de renner die dergelijke koersen het vaakst heeft gewonnen. Lees: in de geschiedenis van die koersen. Eddy Merckx won 21 keer een Wereldbekerkoers toen de Wereldbeker (nog) niet bestond. Museeuw komt dus niet in de buurt van de Kannibaal die, als men deze statistiek onder de loep neemt, onaantastbaar is: Roger De Vlaeminck (13) en Philippe Gilbert (12, nadat de Wereldbeker door de UCI werd opgeborgen) gaan Museeuw ook nog voor.

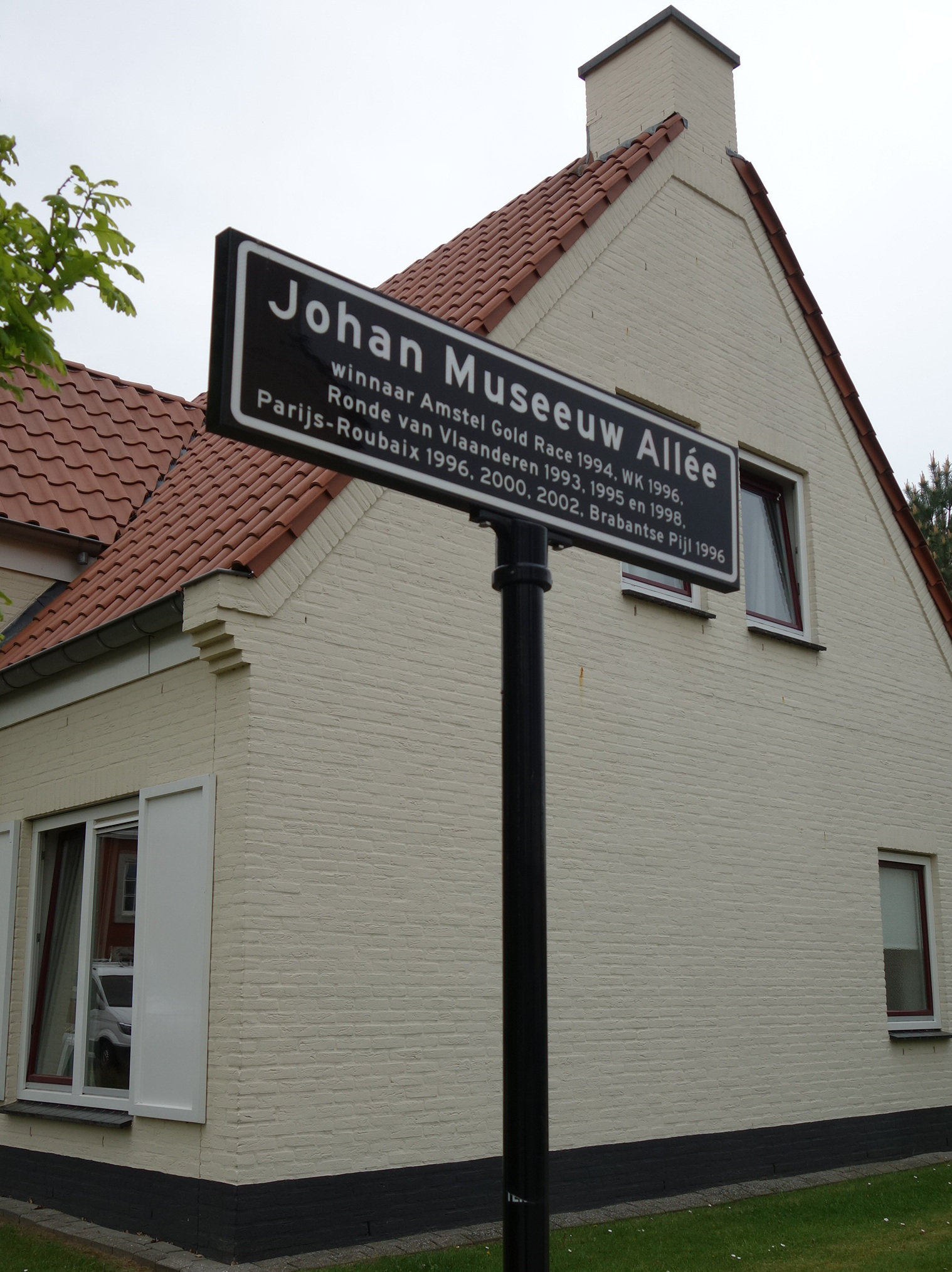
Een allé is vernoemd naar Museeuw; Cauberg in Valkenburg, een erebewijs voor ex-winnaars van de Amstel Gold Race ; Museeuw won in 1994
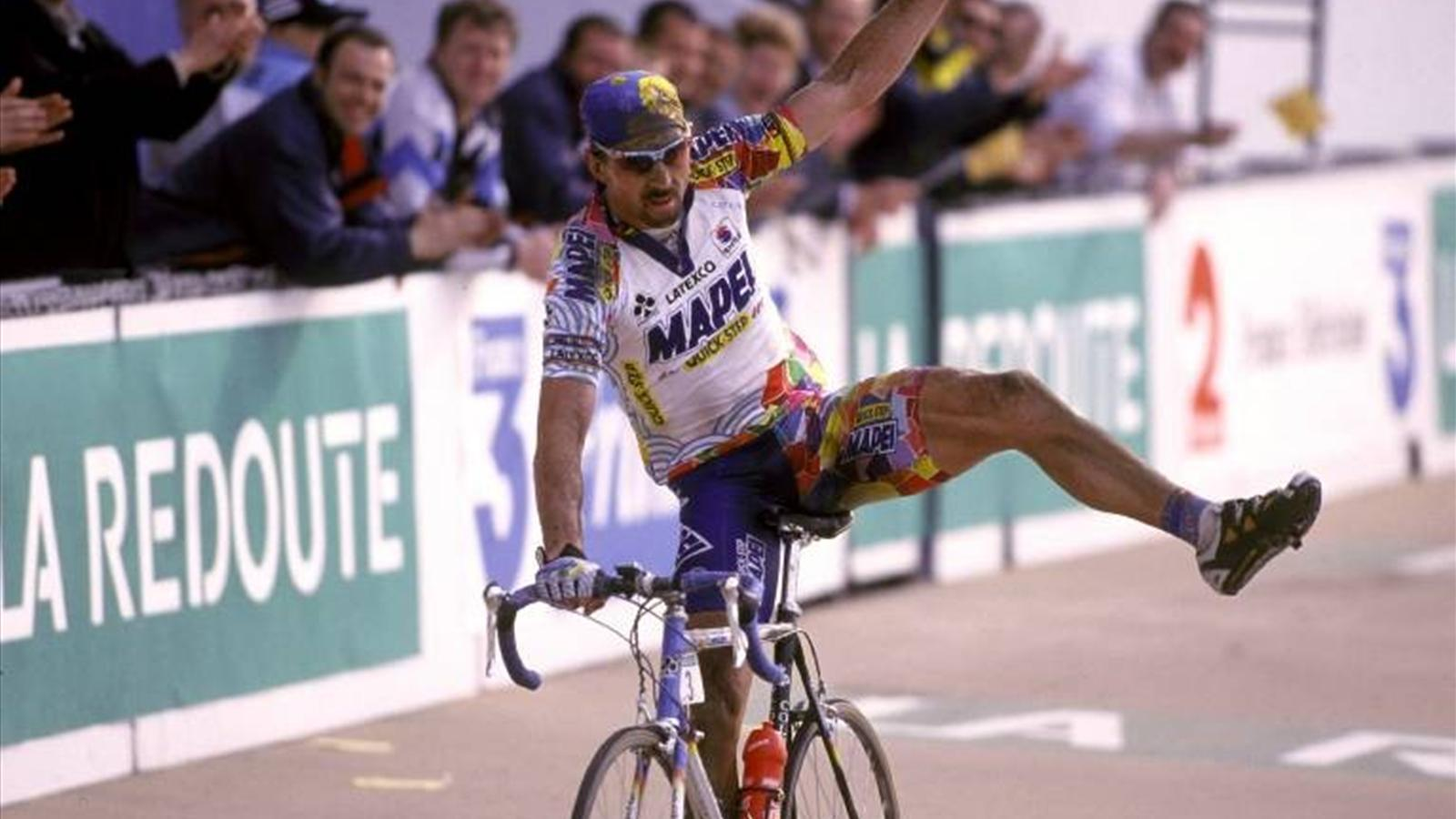
Museeuw wint Parijs-Roubaix in 2000; hij wijst naar zijn gehavende knie ; hij is niet zegezeker tot aan de wielerpiste, maar behoudt een krappe voorsprong ; hij klikt zijn voet uit en gooit zijn been in de lucht
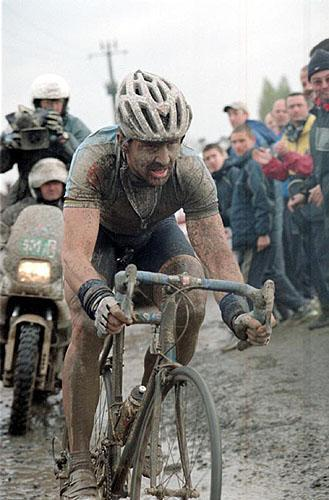
Museeuw rijdt in 2002 solo naar winst in een doorregende en slijkerige Parijs-Roubaix ; Museeuw op de kasseistrook van Cysoing naar Bourghelles (secteur pavé Duclos-Lassale)
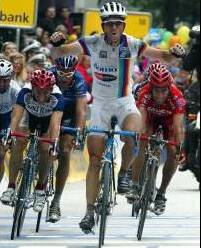
Museeuw wint met de HEW Cyclassics 2002 zijn elfde en laatste koers in de Wereldbeker, als leider; Davide Rebellin (links), Fabio Baldato (uiterst links), George Hincapie (witte bril) en Igor Astarloa (rechts) zijn geklopt; Museeuw verliest de leiderstrui aan Paolo Bettini

#### 2003–2004: Laatste seizoenen als mentor van Tom Boonen
In 2003 behaalt de Leeuw met de Omloop Gent–Lokeren de laatste belangrijke zege van zijn loopbaan. Museeuws zesde en laatste ploeg Quick-Step–Davitamon, grotendeels bestaande uit Domo-renners, domineert de koers zoals tijdens de beste dagen van Mapei. Museeuw wordt er mentor van Tom Boonen, ofwel degene die hij onomwonden zijn 'opvolger' had genoemd en die toen nog altijd maar 22 à 23 jaar oud was.
De beloftevolle Boonen tekende na zijn debuutjaar bij US Postal meteen bij Quick-Step —voorheen Mapei, dat er na 2002 mee ophield als wielersponsor — waar men doorheen de jaren het rijden van kasseienkoersen in het DNA beitelde. Patrick Lefevere ging ook bij deze ploeg als manager fungeren, terwijl Museeuws in 2001 gestopte meesterknecht Wilfried Peeters aan het stuur van de volgauto zat.
Museeuw won in 2003 op gevleide wijze de Omloop Het Volk. Tom Boonen voelde zich geflikt door Museeuw, aldus Boonen in februari 2023 aan Het Nieuwsblad. Toen Boonen in de finale aanviel haalde de Nederlandse spurter Max van Heeswijk van US Postal Service de jonge Belg terug. Op vijf kilometer van de aankomst demarreerde Museeuw uit een kopgroep met naast hijzelf en zijn Italiaanse ploegmaat Paolo Bettini ook nog Van Heeswijk. Van Heeswijk reageerde niet, en toen Boonen hier weet van kreeg wist hij dat Museeuw en Van Heeswijk met elkaar over een geldsom [voor Van Heeswijk] hadden gepraat.
Museeuw leek vanwege zijn leeftijd niet langer op zijn spurt te gokken en koos het hazenpad, ervaring laten geldend. Tussen Beervelde en Lokeren liet hij Bettini en Van Heeswijk achter. Boonen, de snelste man binnen de ploeg, werd namelijk al overboord gegooid en hing al enkele seconden achterop. Museeuw reed solo over de streep. Museeuw schreef daarmee net als in 2000 de Omloop Het Volk Gent–Lokeren op zijn naam. 'Achtervolgers' Vandenbroucke en Boonen, ploegmaats van Museeuw bij Quick Step, werden vierde en vijfde respectievelijk.
Na die laatste grote zege — de Omloop in februari 2003 — kon Museeuw wegens ziekte geen rol van betekenis spelen in de Ronde van Vlaanderen. De Leeuw reed ziek mee, maar Peter Van Petegem 'speelde met de pedalen'. Vandenbroucke, Museeuws ploegmaat die Quick Step vooraan vertegenwoordigde, blies de tegenstand weg zoals in diens wonderjaar 1999. Iedereen behalve Van Petegem. De zieke Museeuw werd achtendertigste en had zich tevreden gesteld met een rol als meesterknecht voor Vandenbroucke of zelfs de jonge Boonen.
Dat bleek ook in Gent-Wevelgem, de klassieker die toentertijd nog op de woensdag tussen Ronde en Roubaix gereden werd, het geval te zijn. Toen kon hij ondanks het slechte gevoel mee de finale kleuren in dienst van spurter Boonen. Terwijl Museeuw door de koerssituatie zelf kans maakte op winst, nadat Museeuw en Tom Boonen het gehele pakket aan flarden reden tijdens de laatste beklimming van de Kemmelberg (indertijd nog steeds slechts de aanloop naar hotel Belvedère omvattend, en nog niet Ossuaire). Boonen bleek toen niet genoeg kracht te bezitten om na een koers van 204 km het eindwerk af te ronden en werd derde achter Duitse winnaar Andreas Klier en de Australiër Henk Vogels. Quick Step had nog een ijzer in het vuur. De Nederlander Servais Knaven, ploegmaat van Museeuw en Boonen en eerder ook al van Museeuw bij Domo-Farm Frites, werd met nog drie kilometer te gaan namelijk teruggefloten door Klier, Vogels, een meegolvende Boonen en Alberto Ongarato, een Italiaan rijdend voor Domina Vacanze en dus ploegmaat van toenmalig wereldkampioen Mario Cipollini. Museeuw diende als stoorzender bij de achtervolgende groep. Daarbij Tom Boonens toekomstige 'aartsrivaal' Fabian Cancellara ― destijds rijdend voor de Italiaanse ploeg Fassa Bortolo. Gent-Wevelgem 2003 werd ook bekend omdat Boonen achter de finishlijn botste op een persfotograaf en zo nog hard tegen de grond ging. Museeuw eindigde als zevende. Hij won de spurt van de achtervolgende groep, die zo'n minuut achterop hinkte.
Museeuw leek de batterijen te hebben opgeladen voor Parijs-Roubaix, maar zijn vormpeil was te wispelturig door de verkoudheid en hij wist in de Helleklassieker dan ook van geen hout pijlen te maken. In Parijs-Roubaix eindigde Museeuw als drieëndertigste, maar Peter Van Petegem kende een boerenjaar en won opnieuw de koers. Museeuw arriveerde vier en een halve minuut na Van Petegem op de wielerpiste van Roubaix. Na Parijs-Roubaix reageerde de Leeuw dermate ontgoocheld, dat hij aangaf voor het laatst 'zijn' Heilige Week gereden te hebben. Vergelijkbaar met het WK in Lugano in 1996. Museeuw kon na het seizoen 2003 echter opnieuw niet ophouden met koersen. De Leeuw van Vlaanderen zou nog een laatste keer het klassieke voorjaar aanvatten: in 2004 en tevens als renner van Quick Step en Patrick Lefevere.
2004 begon beter voor Museeuw, hoewel vooraf dus al bekend was dat het zijn laatste voorjaar als beroepswielrenner zou zijn. Op 27 maart, in de E3-Prijs Vlaanderen, riep hij de laatste dagvluchters Dave Bruylandts, Stijn Devolder en de Nederlander Michael Boogerd een halt toe. Daardoor werd het een groepsspurt. Tom Boonen won in Harelbeke de spurt. In de Ronde van Vlaanderen maakt de anders sterke Quick Step-formatie geen verpletterende indruk. Na het succes met Boonen in de E3–Prijs Vlaanderen was dit eerder verrassend te noemen. Nestor Museeuw komt als eerste renner van zijn ploeg binnen, als vijftiende. De Duitser Steffen Wesemann wint de Ronde van Vlaanderen, waarbij Belgen Dave Bruylandts en Leif Hoste zich laten vangen aan Wesemann in de eindsprint.
In zijn allerlaatste Parijs-Roubaix leek Johan Museeuw, die een goudgele 'leeuwenhelm' droeg, op zijn vierde zege af te stevenen, tot een lekke band roet in het eten gooide. Ironisch genoeg op de kasseistrook van Hem zoals in 1996 toen hij wel won. Verbroederd met Peter Van Petegem bolt hij op de velodroom als vijfde over de streep.
Museeuw, 38, nam op woensdag 14 april 2004 afscheid na de Scheldeprijs gewonnen door ploegmaat Tom Boonen voor Robbie McEwen en Simone Cadamuro. Op 2 mei 2004 nam de Leeuw van Vlaanderen afscheid van supporters en wielerliefhebbers: een criterium in zijn woonplaats Gistel, georganiseerd te zijner eer. 50.000 mensen woonden zijn afscheid bij. Museeuw won en zijn fiets werd geveild voor een goed doel.

### 2004–2008: Beschuldiging van dopinggebruik en bekentenis

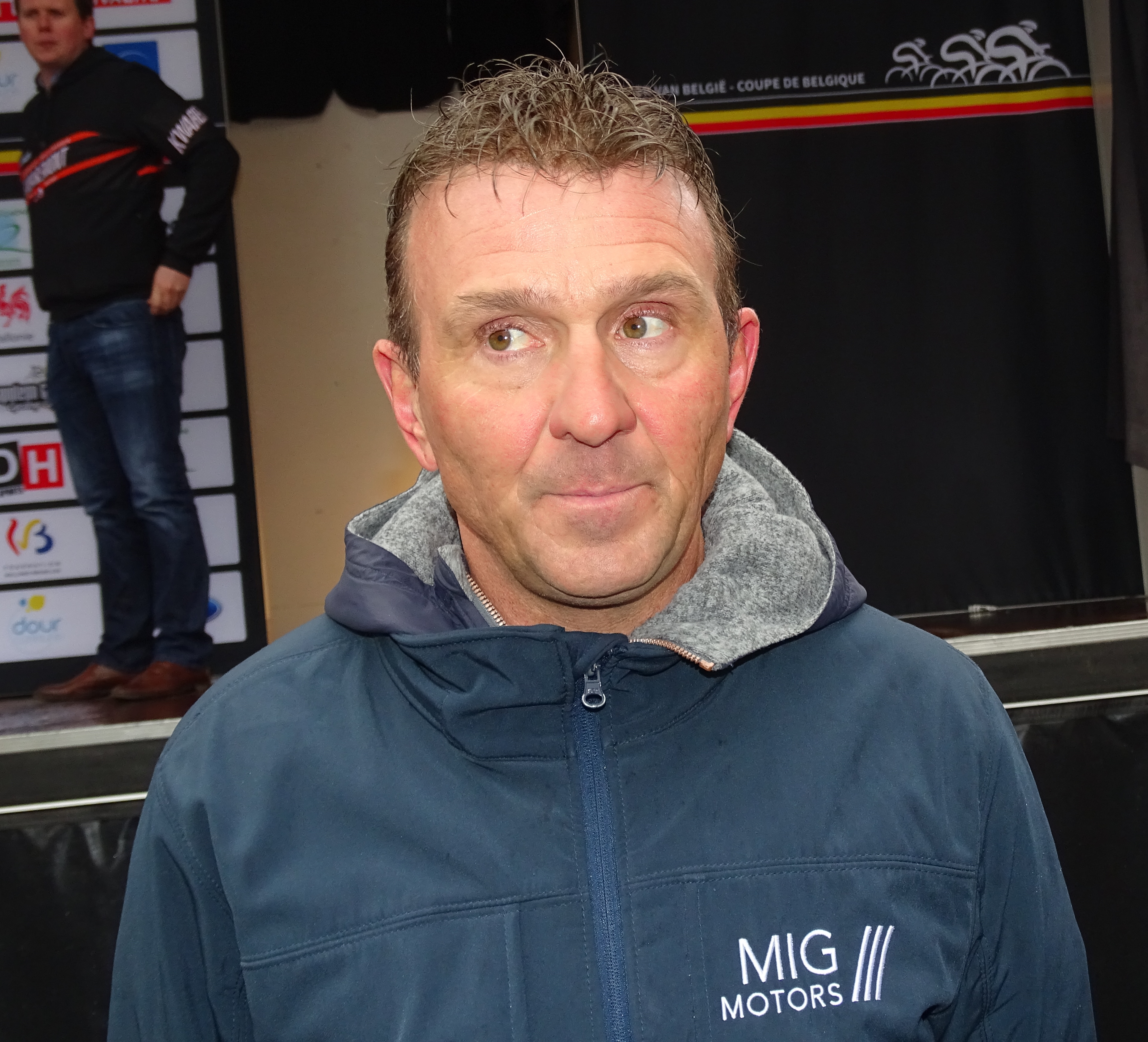
Museeuw in 2016 bij de wielerklassieker Le Samyn

Op 8 oktober 2004 werd Museeuw door de tuchtcommissie van de Belgische wielrijdersbond effectief geschorst voor twee jaar en twee jaar met uitstel wegens een vermeend gebruik van verboden producten. De tuchtcommissie baseerde zich op het gecodeerd sms-verkeer van Museeuw. In deze zaak werd ook de veearts José Landuyt veroordeeld, bekend van het gebruik van verboden groeihormonen in de paardensport.
Museeuw plaatste zijn bestellingen bij de malafide veearts Landuyt in codetaal: wespen, kevers en gesneden broden bleken codewoorden te zijn voor respectievelijk Aranesp (een verbeterde versie van epo), testosteron en groeihormonen. Een wespennest was codetaal voor een Aranesp-kuur. Deze codewoorden werden in 2009 opgenomen in het Wielerwoordenboek van uitgeverij Van Dale.
Veearts en handelaar in doping José Landuyt werd in 2020 nogmaals veroordeeld voor gesjoemel met verboden producten.
Museeuw kon door zijn schorsing gedurende die periode geen officiële functie uitoefenen binnen de wielrennerij. De Vlaamse openbare omroep zag zich genoodzaakt om Museeuw wegens zijn schorsing niet langer te laten optreden als co-commentator bij wielerwedstrijden. In 2005 werd hij aangeklaagd voor mogelijk bezit van epo, Aranesp en het corticosteroïde dexamethason. Op 17 oktober 2005 werd de populaire Leeuw van Vlaanderen door de raadkamer van Kortrijk doorverwezen naar de correctionele rechtbank op basis van de Drugwet uit 1921.
Vanaf 2004 was Museeuw public relations-verantwoordelijke bij de Quick·Step - Innergetic wielerploeg. Op 23 januari 2007 nam hij ontslag uit die functie nadat hij op een persconferentie in Kortrijk bekende dat hij op het einde van zijn carrière doping nam. Hij bekende het sportieve spel niet voor 100% eerlijk gespeeld te hebben om in het Canadese Hamilton een tweede maal de regenboogtrui te veroveren en zo in schoonheid te eindigen.
Verder vertelde Museeuw dat hij zou blijven vechten voor een cleane wielersport, [dat hij niet meer kan rechtzetten wat gebeurd is] en vervolgde: "de heksenjacht moet nu maar eens gedaan zijn". Hij wou al twee jaar eerder met zijn bekentenis naar buiten komen, maar dat werd hem afgeraden door Lefevere. Dat en nog andere zaken werden samen met zijn beruchte interview "over wespen en gesneden brood" met Renaat Schotte na afloop van Gent-Wevelgem in 2003, in 2023 besproken in de Canvas-docu Patrick Lefevere. Godfather van de koers. Daarin werd opgeklaard dat Museeuw tegen zijn advocaat had gelogen over (de aard) van zijn dopinggebruik (aldus Lefevere). Mede ten gevolge van zijn bekentenis liep Museeuw in 2008 een correctionele veroordeling op en kreeg hij een voorwaardelijke geldboete en gevangenisstraf.
Na zijn veroordeling begon Museeuw te werken aan het zuiveren van zijn naam. Hij verontschuldigde zich in Nederland, waar hij tafelgast was in het praatprogramma De Wereld Draait Door van host Matthijs van Nieuwkerk. Hij verklaarde er — zonder het daadwerkelijk onder die woorden te brengen — dat hij "geen andere keus had indien een renner [op zijn oude dag] nog een koers wilde winnen" zoals "vele anderen van mijn generatie [hetzelfde deden]" (doelend op het schering en inslag zijn van doping in het wielrennen van de jaren 90). Hij probeerde ook uit te leggen hoe men destijds "letterlijk naar doping moest grijpen [om mee te kunnen of om erbij te horen]".
Na verontschuldigingen tegenover wielerbeminnend Vlaanderen (media en supporters) en vervolgens vele inspanningen om aan zijn 'herstel' te werken, zoals het expliciet ijveren voor een 'cleane' wielersport (het afkeuren van latere dopingaffaires), kon hij op hernieuwde sympathie rekenen van wielerliefhebbers. Hij werd ongeveer bij het begin van het volgende decennium (2010–2019) terug in de armen gesloten door de pers en supporters.
Medio jaren 2010 wordt Museeuw weer gevraagd voor wielerprogramma's. Hij schreef columns voor Vlaamse dagbladen. In september 2015 herhaalde Museeuw in het Brabants Dagblad: "In mijn tijd gebruikte [iedereen] doping." Hij verklaarde ook zich ongemakkelijk te voelen bij "een geheimhoudingsplicht wanneer het gaat over dopinggebruik." Museeuw: "Ik zie vandaag nog steeds renners van mijn generatie die meedraaien als ploegleider of in een andere functie, maar zij zwijgen." Hij keurt in dit interview dus het stilzwijgen van enkele van zijn conculega's af.

### Mediacarrière
In 2013 had Museeuw een cameo in de eerste F.C. De Kampioenen-film F.C. De Kampioenen: Kampioen zijn blijft plezant. Ook verscheen de Leeuw eind jaren 90 in het komisch Play4-programma Chris & Co, van en met Chris Van den Durpel. Van den Durpel persifleerde Museeuw, maar speelde op hetzelfde moment ook zijn parodistisch typetje "Schampers". Terwijl Museeuw niet als zichzelf doch als een wielertoerist door beeld glipte. De verdwaalde Schampers was "Museeuw" (Van den Durpel) kwijt en de 'echte' Museeuw (hier als een nobele onbekende wielertoerist) toont Schampers de weg.
Medio april 2018 was Museeuw in het Stadhuis van Maastricht te gast bij het docuprogramma De Kleedkamer van Ruben Van Gucht. Museeuw kwam op uitnodiging van Van Gucht om terug te blikken op de Amstel Gold Race van 2001, waarin de Leeuw vijfde werd. Behalve Museeuw schoven ook zijn oude rivaal Peter Van Petegem, winnaar Erik Dekker en Michael Boogerd aan bij Van Gucht. Van Gucht ging tevens langs bij Michele Bartoli (in Italië) en bij Sandra, de weduwe van de in 2017 overleden Serge Baguet. Museeuw verloor in 2001 in de Amstel Gold Race de spurt om de derde plaats tegen Baguet.
Johan Museeuw daagt (met mate) op in wielerprogramma's. Hij blijft evenwel vaker in de luwte. Het gebeurt dus niet zo vaak dat Museeuw als tafelgast op televisie verschijnt. Museeuw was reeds te gast bij het drukbekeken Tour de France-praatprogramma Vive le vélo gepresenteerd door Karl Vannieuwkerke op de Vlaamse openbare omroep, zoals bijvoorbeeld op 10 juli 2013. Op 8 juli 2021, waren hij en zijn voormalige kopman Eddy Planckaert twee van de tafelgasten bij Karl Vannieuwkerke in Villa Sporza tijdens de Ronde van Frankrijk 2021. Op 15 juli 2023 maakte hij na tien jaar opnieuw zijn opwachting in Vive le Vélo. Die dag was volgens Museeuw ook een weerzien met de Tour de France-karavaan (achter de coulissen van de Tour) in ruim twintig jaar tijd.
In de zomer van 2020 nam Museeuw de rol van 'letterzetter' op zich in het spelprogramma Het Rad (van Fortuin) op de Vlaamse commerciële zender Play4, gepresenteerd door Peter Van de Veire. Hierbij vermeldde Museeuw nog een keer dat de Canadese zanger Bryan Adams een grote fan van hem was en "dat ze nog steeds contact hadden".
Museeuw treedt verder geregeld op als wieleranalist voor de Belgische dagbladen Het Nieuwsblad en Het Laatste Nieuws.

## Persoonlijk leven
Museeuw was gehuwd met Veronique, met wie hij twee zonen heeft: Gianni en Stefano. Stefano, zijn jongste zoon, werd ook professioneel wielrenner. Anno 2021 rijdt Stefano voor BEAT Cycling. Museeuw en zijn echtgenote Veronique scheidden in 2009.

## Palmares
1987
Zesbergenprijs Harelbeke
1988
GP Briek Schotte
1989
5e etappe Ronde van België
1990
Dwars door Morbihan
Cyclocross Loenhout
1e etappe Ronde van de Oise
2e etappe Driedaagse van De Panne
3e etappe Ronde van Ierland
Omloop van het Houtland
4e en 21 etappe Ronde van Frankrijk
1991
Kampioenschap van Vlaanderen
2e etappe Kellogg's Tour of Britain
Kampioenschap van Zürich
2e en 5e etappe Ruta del Sol
1992
E3 Harelbeke
 Belgisch kampioen op de weg, Elite
5e etappe Ruta del Sol
1993
Dwars door Vlaanderen
Parijs-Tours
Ronde van Vlaanderen
1e etappe Ronde van Zwitserland
4e etappe Parijs-Nice
2e en 4e etappe Hofbrau Cup
4e etappe Ronde van Frankrijk (TTT)
1994
Druivenkoers
8e etappe Ronde van Zwitserland
Amstel Gold Race
Kuurne-Brussel-Kuurne
1995
Druivenkoers
GP Eddy Merckx
Kampioenschap van Vlaanderen
Omloop der Vlaamse Ardennen-Ichtegem
Eindklassement Vierdaagse van Duinkerke
Ronde van Vlaanderen
Trofeo Laigueglia
Kampioenschap van Zürich
Eindklassement Wereldbeker wielrennen
1996
Brabantse Pijl
 Belgisch kampioen op de weg, Elite
Parijs-Roubaix
 Wereldkampioen op de weg, Elite
Eindklassement Wereldbeker wielrennen
1997
Eindklassement Vierdaagse van Duinkerke
2e, 4e en 5e etappe Ruta del Sol
Eindklassement Driedaagse van De Panne
Kuurne-Brussel-Kuurne
Breitling Grand Prix (met Oscar Camenzind)
1998
Brabantse Pijl
E3 Harelbeke
Ronde van Vlaanderen
1999
Dwars door Vlaanderen
GP Briek Schotte
2000
Brabantse Pijl
Parijs-Roubaix
Omloop Het Volk
2002
2e etappe Guldensporentweedaagse
Parijs-Roubaix
3e etappe Ronde van het Waalse Gewest
HEW Cyclassics Hamburg
2003
Omloop Het Volk
3e etappe Ronde van Denemarken

## Resultaten in voornaamste wedstrijden
| Jaar | Ronde van Italië | Ronde van Frankrijk | Ronde van Spanje |
| ---- | ---------------- | ------------------- | ---------------- |
| 1988 |                  | opgave              |                  |
| 1989 |                  | 106e                |                  |
| 1990 |                  | 81e (2)             |                  |
| 1991 |                  | opgave              |                  |
| 1992 |                  | 73e                 |                  |
| 1993 |                  | 50e                 |                  |
| 1994 |                  | 80e                 |                  |
| 1995 |                  | 73e                 |                  |
| 1996 |                  | 95e                 |                  |
| 1997 |                  | opgave              |                  |
| 1998 |                  |                     |                  |
| 1999 |                  |                     |                  |
| 2000 |                  |                     |                  |
| 2001 |                  | opgave              |                  |
| 2002 |                  |                     |                  |
| 2003 |                  |                     |                  |
| 2004 |                  |                     |                  |

| Jaar | Milaan-San Remo | Gent-Wevelgem | Ronde van Vlaanderen | Parijs-Roubaix | Amstel Gold Race | Luik-Bast.‑Luik | Ronde van Lombardije | Parijs-Brussel | Omloop Het Volk | E3 Harelbeke |  | WK op de weg |  | Wereldranglijsten |
| ---- | --------------- | ------------- | -------------------- | -------------- | ---------------- | --------------- | -------------------- | -------------- | --------------- | ------------ |  | ------------ |  | ----------------- |
| 1988 |                 | 30e           |                      |                | 31e              |                 |                      | 7e             |                 |              |  |              |  | 43e (UWB)         |
| 1989 |                 |               | 62e                  |                |                  |                 |                      | 16e            |                 |              |  |              |  | 25e (UWB)         |
| 1990 | 9e              | Zilver        |                      | 12e            | 9e               |                 |                      | 6e             | 4e              | 11e          |  |              |  |                   |
| 1991 |                 | 8e            | ↑                    | 16e            | 10e              |                 |                      | Brons          | 6e              | 36e          |  | 62e          |  |                   |
| 1992 | ↑               | 7e            | 14e                  | 7e             | ↑                | 36e             |                      |                | 17e             | ↑            |  |              |  | 8e (UWB)          |
| 1993 | 32e             | 20e           | ↑                    | 4e             | 13e              | 12e             |                      | Brons          | 18e             | 20e          |  | 4e           |  | (UWB)             |
| 1994 | 12e             | Brons         | ↑                    | 13e            | ↑                | 58e             |                      | 4e             | 4e              | 4e           |  |              |  | (UWB)             |
| 1995 | 12e             |               | ↑                    | ↑              | 7e               | 13e             |                      | 5e             | 6e              | 28e          |  |              |  | (UWB)             |
| 1996 | 8e              | 39e           | ↑                    | ↑              | ↑                |                 | 13e                  | Zilver         | 63e             | 6e           |  | ↑            |  | (UWB)             |
| 1997 | 44e             | 9e            | 13e                  | ↑              | 53e              | 6e              |                      | 9e             | 49e             | 60e          |  | 8e           |  | 14e (UWB)         |
| 1998 | 36e             | 29e           | ↑                    |                |                  |                 |                      |                | 5e              | ↑            |  |              |  |                   |
| 1999 |                 | 14e           | ↑                    | 9e             | 12e              |                 |                      | 17e            | 6e              | 39e          |  | 12e          |  | 6e (UWB)          |
| 2000 | 15e             | Brons         | 33e                  | ↑              | 40e              | 90e             |                      |                | ↑               | 76e          |  |              |  | 13e (UWB)         |
| 2001 | 80e             | 56e           | 16e                  | ↑              | 5e               |                 |                      | 45e            |                 |              |  | 35e          |  | 9e (UWB)          |
| 2002 |                 | 10e           | ↑                    | ↑              | 54e              |                 |                      | 83e            | 61e             | ↑            |  | 107e         |  | (UWB)             |
| 2003 |                 | 7e            | 38e                  | 33e            | 107e             |                 |                      |                | ↑               | 50e          |  |              |  |                   |
| 2004 |                 | 20e           | 15e                  | 5e             |                  |                 |                      |                |                 | 39e          |  |              |  |                   |